# 12. September
Der 12. September ist der 255. Tag des gregorianischen Kalenders (der 256. in Schaltjahren), somit bleiben 110 Tage bis zum Jahresende.
Wenn das folgende Jahr ein Schaltjahr ist, beginnt im Koptischen und im Äthiopischen Kalender das Jahr am 12. September. In allen anderen Jahren ist Jahresbeginn am 11. September.

## Ereignisse

### Politik und Weltgeschehen
- 490 v. Chr.: Athen und die verbündeten Griechenstädte besiegen die Perser unter Dareios I. in der Schlacht bei Marathon entscheidend und beenden damit den Ersten Perserzug. Das genaue Datum der Schlacht ist jedoch strittig.
- 1213: In der Schlacht bei Muret während des Albigenserkreuzzugs werden die Heere Graf Raimunds VI. von Toulouse und seines Schwagers, König Peter II. von Aragón, durch die Truppen des papsttreuen Simon de Montfort besiegt. Der König kommt in der Schlacht ums Leben.
- 1297: Der portugiesische König Dionysius und König Ferdinand IV. von Kastilien schließen den Vertrag von Alcañices, mit dem die Grenze zwischen diesen beiden Ländern festgelegt wird. Sie entspricht noch heute im Wesentlichen der Grenze zwischen Portugal und Spanien.
- 1319: In der Schlacht bei Myton schlägt ein schottisches Heer ein englisches Heer, das zur Verteidigung von York aufgeboten wurde.
- 1348: Blanca Margarete von Valois wird zur Königin von Böhmen gekrönt.

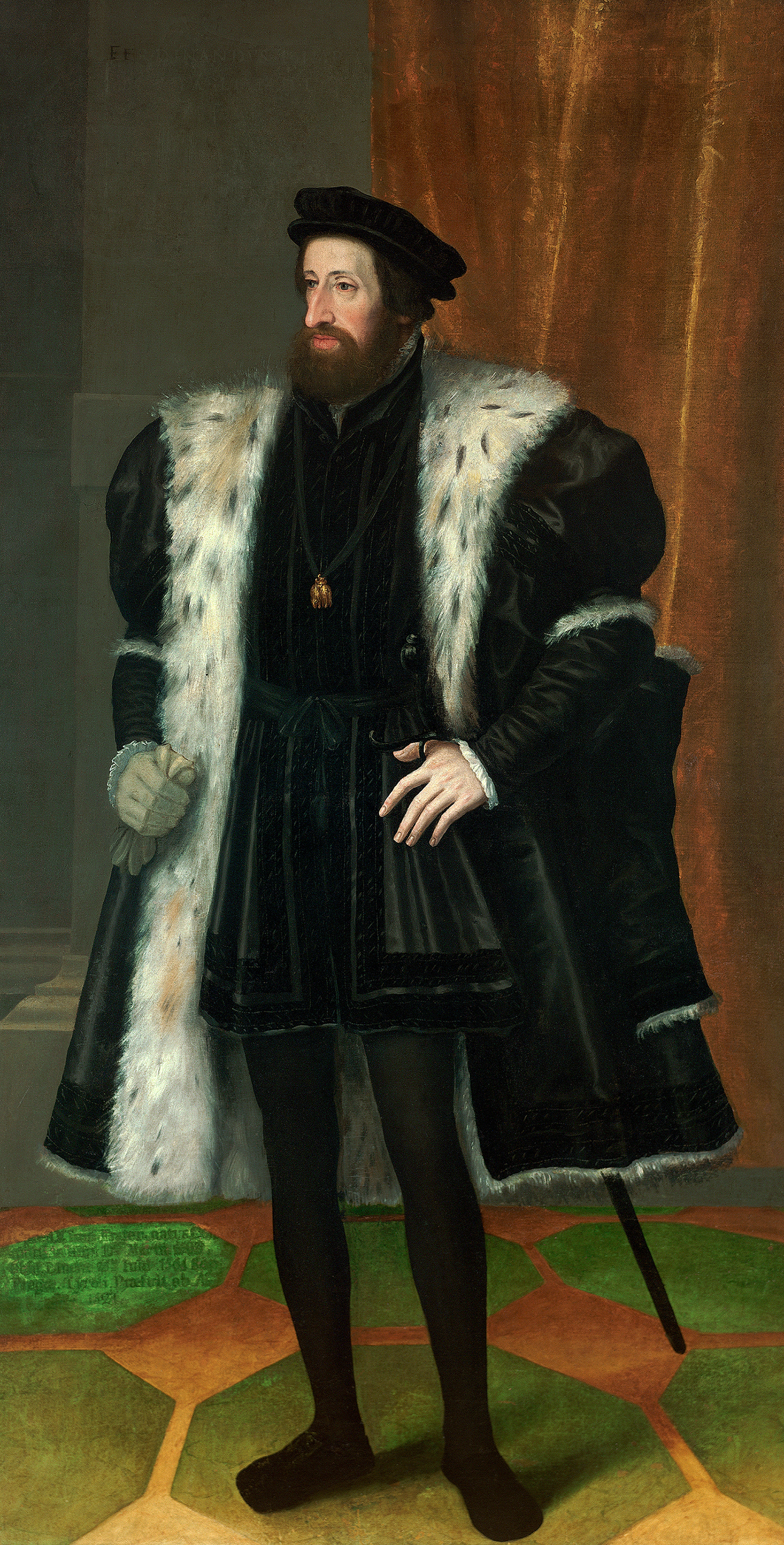
1556: Kaiser Ferdinand I.

- 1556: Karl V. verzichtet zugunsten seines Bruders Ferdinand I. auf die Kaiserwürde des Heiligen Römischen Reiches Deutscher Nation.
- 1683: In der Schlacht am Kahlenberg überrascht ein Entsatzheer unter dem polnischen König Johann III. Sobieski die Osmanen unter Kara Mustafa Pascha und besiegt sie entscheidend. Damit endet die Zweite Wiener Türkenbelagerung.
- 1689: Zar Peter der Große übernimmt die Alleinherrschaft in Russland.
- 1847: Die Offenburger Versammlung proklamiert die Forderungen des Volkes in Baden.
- 1848: Indem die Tagsatzung die mehrheitliche Annahme der Bundesverfassung feststellt, konstituiert sich die Schweiz als Bundesstaat.

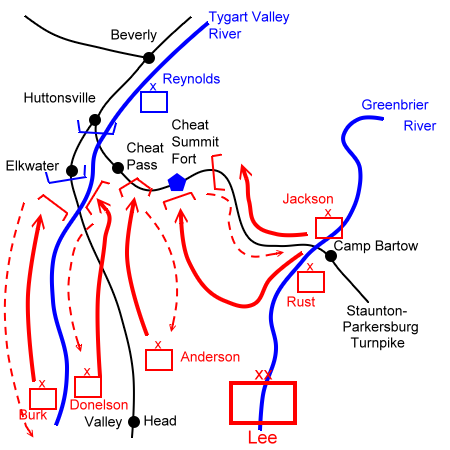
1861: General Lees Operationsplan am Cheat Mountain

- 1861: Im Sezessionskrieg überfallen die Konföderierten die Unionstruppen am Turnpike auf der Westseite des Cheat Mountains im westlichen Virginia und besetzen den Turnpike kurzfristig. Die Schlacht am Cheat Mountain dauert bis zum 15. September.
- 1931: In der Steiermark beginnt der Pfrimer-Putsch. Walter Pfrimer will eine Heimwehrregierung in Österreich an die Macht bringen. Den Marsch auf Wien stoppt am Folgetag das Bundesheer.
- 1931: Kurfürstendamm-Pogrom in Berlin
- 1932: Reichskanzler Franz von Papen wird durch einen Misstrauensantrag gestürzt und der Reichstag durch den Reichspräsidenten Hindenburg aufgelöst.
- 1942: Das deutsche U-Boot U 156 versenkt im Atlantik den britischen Truppentransporter Laconia mit 1800 italienischen Kriegsgefangenen an Bord. Die damit verbundenen Ereignisse sind Anlass für den sogenannten Laconia-Befehl durch Admiral Karl Dönitz, der die Rettung Schiffbrüchiger für die Zukunft untersagt.

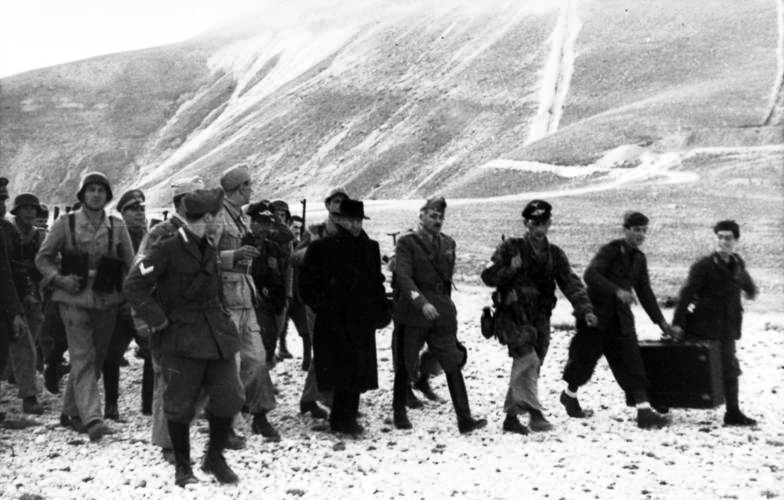
1943: Mussolini mit deutschen Fallschirmjägern

- 1943: Deutschen Fallschirmjägertruppen unter General Kurt Student gelingt es im Unternehmen Eiche, den abgesetzten italienischen Diktator Benito Mussolini aus seiner Haft auf dem Gran Sasso in den Abruzzen zu befreien.
- 1944: Die Europäische Beratende Kommission legt im 1. Zonenabkommen (auch Londoner Protokoll genannt) die Grenze zwischen der Sowjetischen Besatzungszone und den Besatzungszonen der Westmächte fest und beschließt ein „besonderes Besatzungssystem“ für Berlin.
- 1949: Theodor Heuss wird erster Bundespräsident der Bundesrepublik Deutschland.
- 1953: Nikita Chruschtschow wird zum 1. Sekretär des Zentralkomitees der KPdSU gewählt.
- 1959: Theodor Heuss scheidet aus dem Amt des Bundespräsidenten. Sein Nachfolger wird Heinrich Lübke.
- 1960: In der DDR wird nach Wilhelm Piecks Tod anstelle des Amts des Staatspräsidenten der Staatsrat der DDR geschaffen.
- 1962: John F. Kennedy hält im Rice Stadium seine berühmte politische Rede zur Rolle der USA im Wettlauf zum Mond mit dem prägenden Satz: “We choose to go to the Moon.”
- 1968: Prager Frühling: Sowjetische Truppen ziehen sich aus Prag, Preßburg und Brünn zurück.
- 1970: Die Volksfront zur Befreiung Palästinas (PFLP) sprengt drei entführte Flugzeuge der Swissair, der BOAC und der TWA auf dem stillgelegten Flugfeld Dawson’s Field nahe Zarqa.

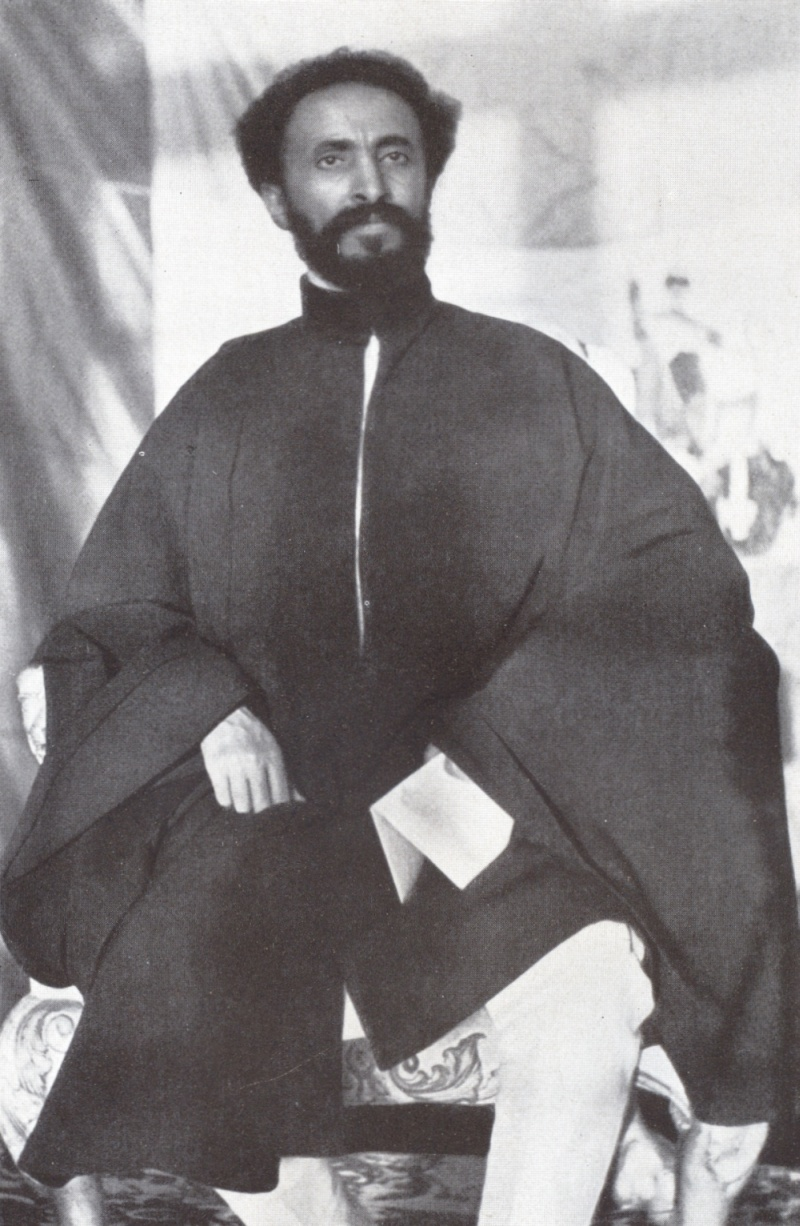
1974: Haile Selassie

- 1974: Haile Selassie, letzter Kaiser von Äthiopien, wird durch einen Militärputsch gestürzt.
- 1977: Der südafrikanische Bürgerrechtler Steve Biko stirbt nach Folterungen der Polizei einen Tag nach Einlieferung ins Gefängniskrankenhaus von Pretoria. Sein Tod wird zum Symbol der Widerstandsbewegung gegen das Apartheidsregime und löst später ein Waffenembargo des Weltsicherheitsrats gegen das Land aus.
- 1980: In der Türkei entmachtet das Militär unter Kenan Evren die Regierung Süleyman Demirels und verhängt das Kriegsrecht.
- 1987: Die Barschel-Affäre beginnt. Einen Tag vor der Landtagswahl in Schleswig-Holstein meldet Der Spiegel, Ministerpräsident Uwe Barschel habe den Auftrag erteilt, den SPD-Spitzenkandidaten Björn Engholm bespitzeln zu lassen.
- 1989: Die Bürgerbewegung Demokratie Jetzt wird in der DDR gegründet.
- 1990: Auf dem Weg zur Deutschen Wiedervereinigung wird in Moskau der Zwei-plus-Vier-Vertrag unterzeichnet, der jedoch erst am 15. März 1991 in Kraft tritt. Erst dann erhält Deutschland völkerrechtlich seine volle Souveränität wieder, die es 1945, mit der Niederlage im Zweiten Weltkrieg, verloren hatte. Die Feindstaatenklausel der UN-Charta bleibt davon allerdings unberührt.
- 1998: PKK-Chef Abdullah Öcalan wird in Rom festgenommen.

### Wirtschaft
- 1830: Das amerikanische Vollschiff Draper aus Baltimore unter dem Kommando von Kapitän Hillert läuft als erstes Schiff in den gerade fertiggestellten Hafen der 1827 gegründeten Stadt Bremerhaven ein.
- 1839: Die ersten serienmäßig hergestellten fotografischen Kameras werden von dem Pariser Kamerafabrikanten und Inhaber des ersten Fotogeschäfts der Welt, Alphonse Giroux, in Paris für 400 Franc zum Kauf angeboten.

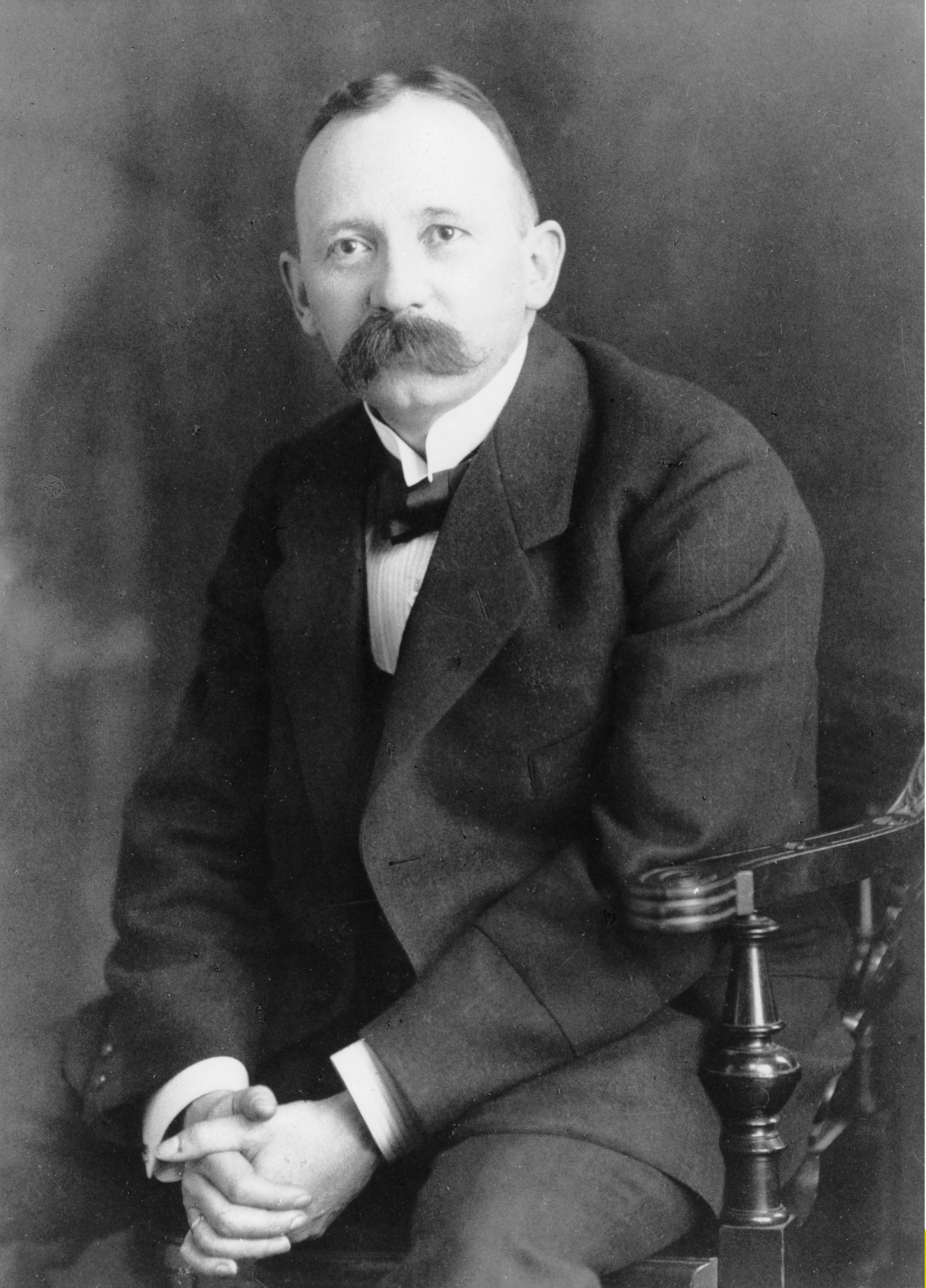
1909: Fritz Hofmann

- 1909: Der Chemiker Fritz Hofmann, Mitarbeiter der Farbenfabrik Bayer/Elberfeld a. d. Wupper, erhält weltweit das erste Patent für ein Verfahren zur Herstellung von künstlichem Kautschuk.
- 1919: Am London Bullion Market treffen sich zum ersten Mal Goldhändler, um den Weltmarktpreis für Gold formal zu fixieren.
- 1963: Auf der Internationalen Automobil-Ausstellung in Frankfurt am Main wird der Porsche 901 als Nachfolger des Porsche 356 vorgestellt. Dieser muss ein Jahr später wegen Markenrechten von Peugeot in Porsche 911 umbenannt werden.
- 1997: Air France übernimmt die französische Inlandsfluggesellschaft Air Inter.

### Wissenschaft und Technik
- 1906: Dem Dänen Jacob Christian Hansen Ellehammer gelingt mit seinem Flugapparat Ellehammer No. 1 ein Flug von 42 Metern.

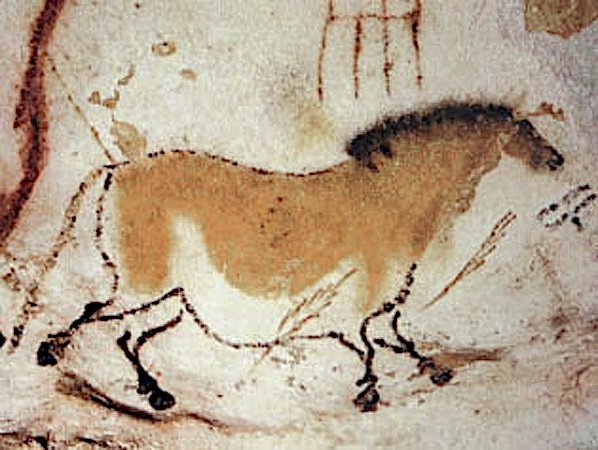
1940: Höhlenmalerei in Lascaux

- 1940: Die Höhle von Lascaux mit ihren Höhlenmalereien wird entdeckt.
- 1958: Der US-Amerikaner Jack Kilby präsentiert den ersten Integrierten Schaltkreis, einen Flipflop. Er besteht aus zwei Bipolartransistoren, welche auf einem Germanium-Substrat befestigt und durch Golddrähte verbunden werden.
- 1959: Luna 2 wird von der Sowjetunion gestartet, die erste auf dem Erdtrabanten aufschlagende Mondsonde.
- 1962: Auf Bali wird in der Hauptstadt Denpasar die Udayana-Universität gegründet.
- 1962: In einer Rede im Stadion der Rice University in Houston gibt US-Präsident John F. Kennedy das Versprechen ab, bis zum Ende des Jahrzehnts einen Menschen auf den Mond und wieder zurück zu bringen.
- 1966: Gemini 11 mit Pete Conrad und Richard Gordon an Bord startet von Cape Kennedy aus in den Weltraum.
- 1981: Der Chaos Computer Club wird in Berlin gegründet.
- 1985: Im Kreiskrankenhaus Böblingen führt der deutsche Chirurg Erich Mühe die weltweit erste laparoskopische Cholezystektomie (Gallenblasenentfernung) durch.
- 2005: Die am 9. Mai 2003 gestartete Raumsonde Hayabusa der japanischen Raumfahrtagentur JAXA erreicht ihr Ziel, den Asteroiden (25143) Itokawa, und entnimmt ihm Bodenproben.
- 2012: Rita Gautschy erhält als erste Frau den Cogito-Preis

### Kultur
- 1572: Die Spanische Hofreitschule in Wien wird gegründet.
- 1878: In London wird am Ufer der Themse ein ägyptischer Obelisk aufgestellt, einer der Nadeln der Kleopatra. Den Obelisken hatte Muhammad Ali Pascha im Jahr 1819 Großbritannien geschenkt, doch die Transportkosten wollte jahrzehntelang niemand tragen.
- 1883: In Wien wird der Schlussstein für das neue Rathaus am Ring gesetzt.

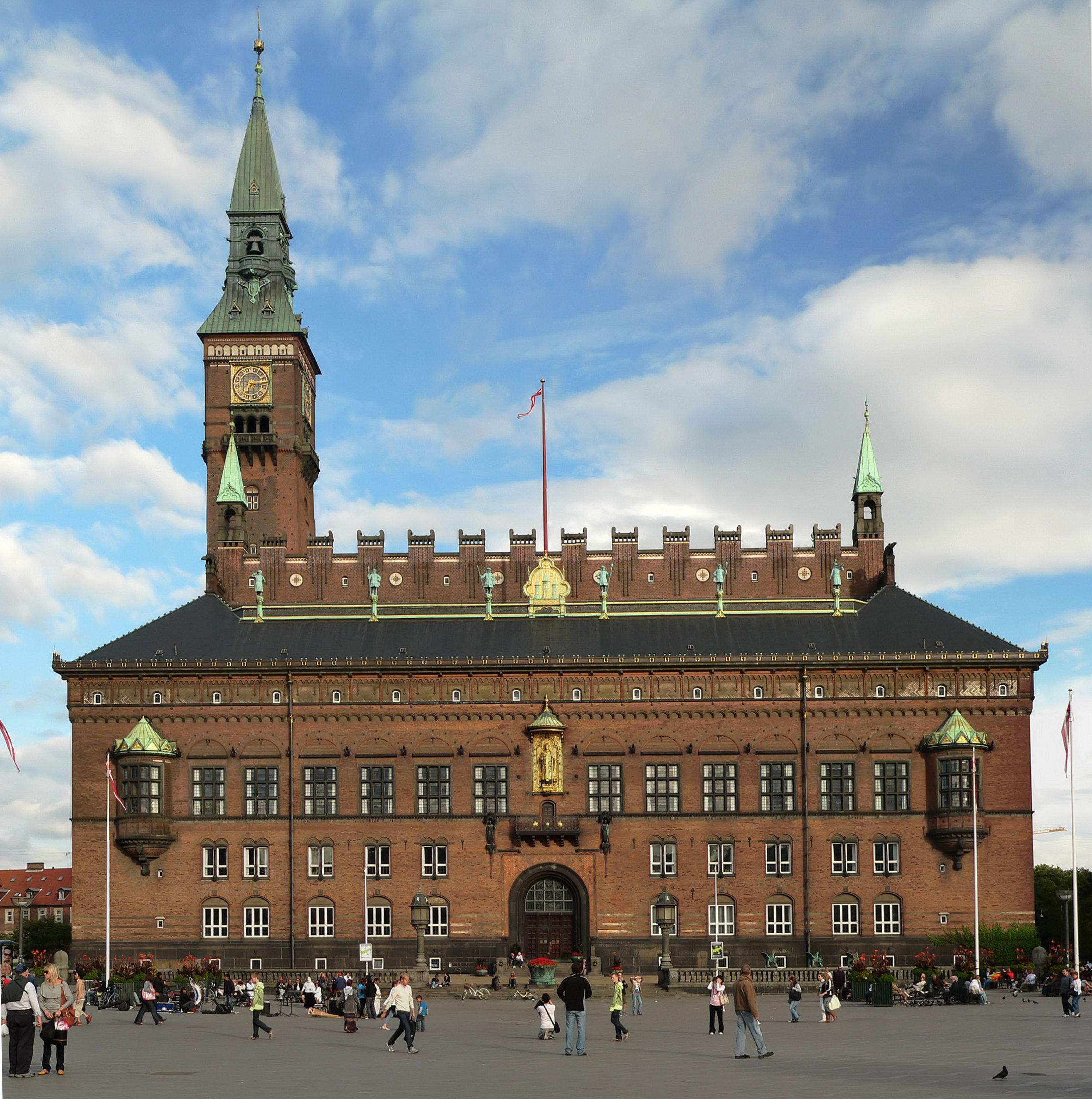
1905: Rathaus in Kopenhagen

- 1905: In Kopenhagen wird das nach italienischen Vorbildern gestaltete neue Rathaus eingeweiht, das angabegemäß Dänemarks höchster Turm schmückt.
- 1910: Gustav Mahler dirigiert die bejubelte Uraufführung seiner 8. Sinfonie (Sinfonie der Tausend).
- 1920: Die Heimkehle wird als Schauhöhle eröffnet.
- 1959: In den USA wird von der NBC die erste Folge der Fernsehserie Bonanza ausgestrahlt.

### Gesellschaft

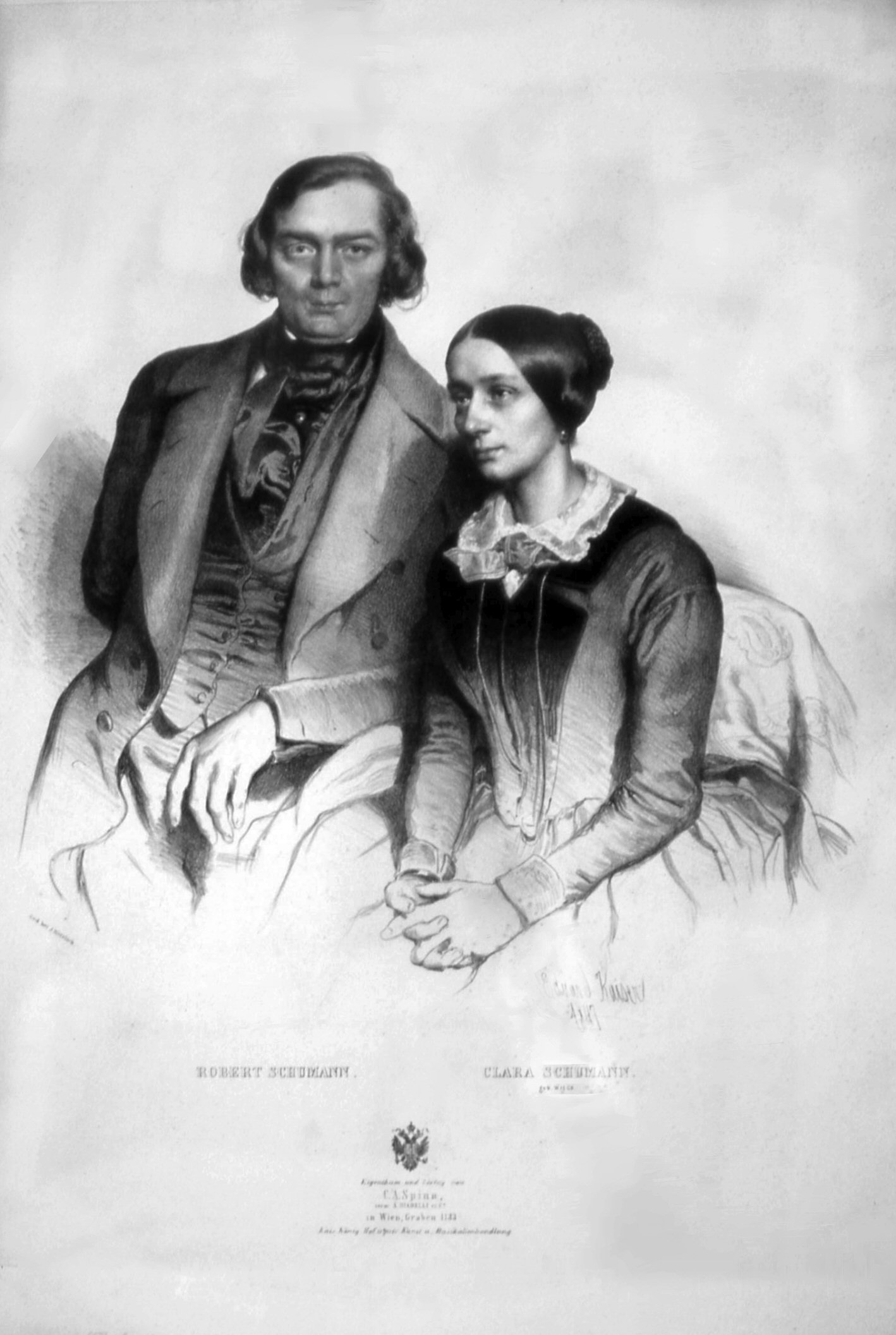
1840: Robert und Clara Schumann

- 1840: Der Komponist Robert Schumann heiratet in Schönefeld bei Leipzig mit gerichtlicher Zustimmung Clara Wieck, deren Vater jeden Kontakt der beiden verbot und das Eingehen dieser Ehe ablehnte.
- 1953: John F. Kennedy und Jacqueline Lee Bouvier heiraten in Newport/Rhode Island.

### Religion
- 1833: Das Rauhe Haus in Hamburg, ein Rettungshaus für verwahrloste und verwaiste Kinder, wird gegründet.
- 1891: In der Enzyklika Pastoralis officii verwirft Papst Leo XIII. das Duellieren als christlichen Geboten nicht entsprechend. Er spricht sich dafür aus, dass der Gesetzgeber Duelle unter Strafe stellen soll.
- 1943: Die Deutsche Bischofskonferenz lässt ihren Dekalog-Hirtenbrief in den katholischen Kirchen verlesen: stärkste Stellungnahme gegen den staatlichen Mord.
- 2006: In einer Rede an der Universität Regensburg zitiert Papst Benedikt XVI. den spätmittelalterlichen byzantinischen Kaiser Manuel II. zur Rolle der Gewalt im Islam, was zum Teil heftige Kritik durch Vertreter des Islam hervorruft.

### Katastrophen
- 1857: Ein Hurrikan verursacht den Untergang des US-Passagierschiffs Central America auf der Fahrt von Havanna nach New York. 149 Personen können von zwei Schiffen gerettet werden, 429 Menschen finden den Tod. Es gehen mit der Ladung über 13 Tonnen Goldfracht aus Kalifornien unter, was 1987 zu einer Bergungsaktion führen wird.
- 1899: Ein katastrophales Hochwasser erreicht München und führt dort zu schwerwiegenden Zerstörungen und dem Einsturz mehrerer Brücken über die Isar.

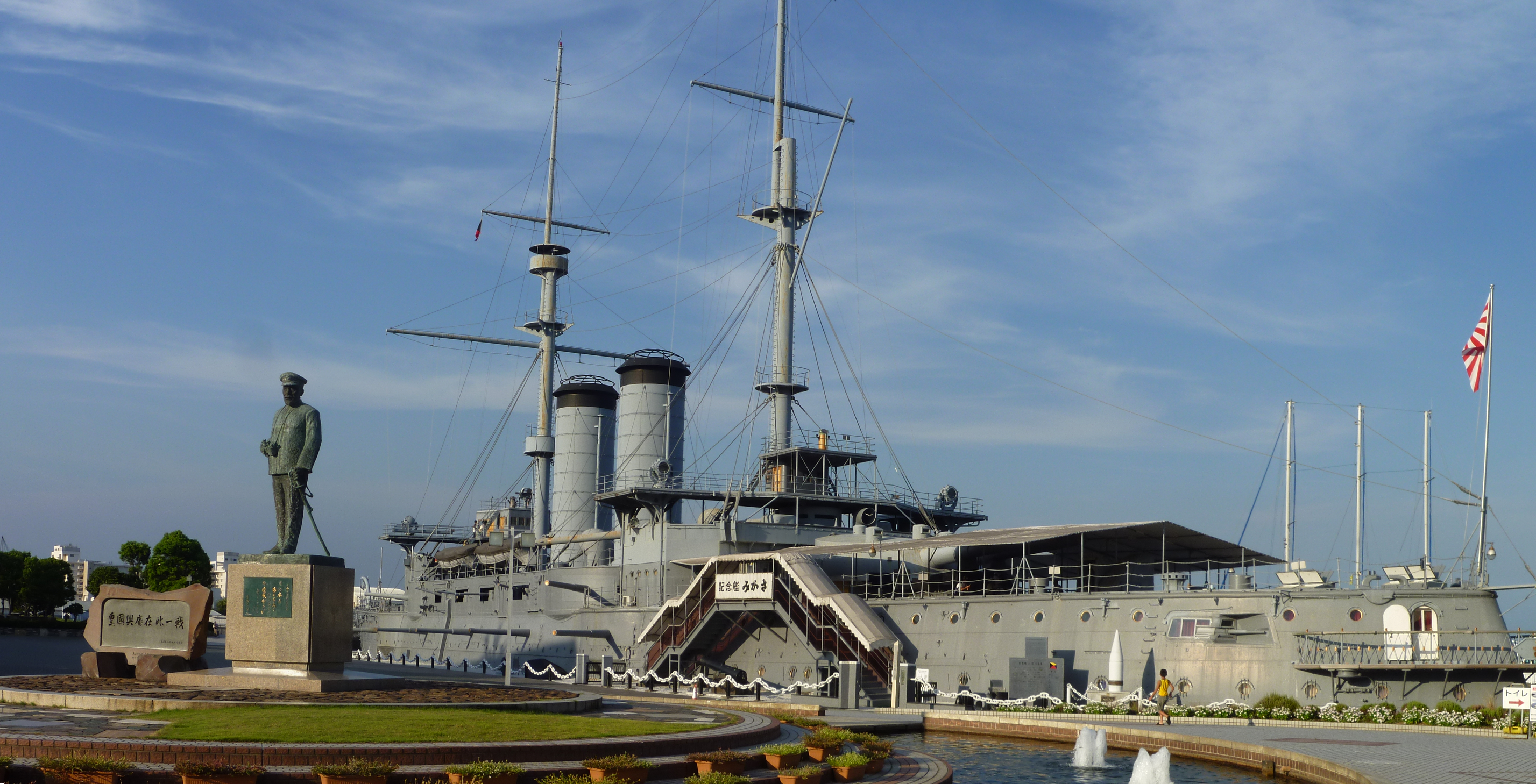
1905: Mikasa

- 1905: Das japanische Schlachtschiff Mikasa sinkt nach einer Munitionsexplosion. Von der 935 Mann starken Besatzung kommen 256 ums Leben, 343 Mann werden verletzt.
- 1918: Südwestlich von Land’s End wird das britische Passagierschiff Galway Castle von dem deutschen U-Boot U 82 torpediert. 143 der 950 Passagiere und Besatzungsmitglieder sterben.
- 1928: Der Okeechobee-Hurrikan kostet auf Guadeloupe rund 1200 Menschenleben.

Kleinere Unglücksfälle sind in den Unterartikeln von Katastrophe und in der Liste von Katastrophen aufgeführt.

### Natur und Umwelt
- 1964: In Utah wird der Canyonlands-Nationalpark unter den gesetzlichen Schutz eines Nationalparks gestellt.

### Sport

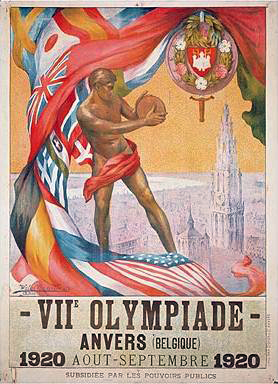
1920: Plakat der Spiele in Antwerpen

- 1920: In Antwerpen gehen die VII. Olympischen Sommerspiele zu Ende.
- 1945: Der Fußballverein VfL Wolfsburg wird gegründet.
- 1990: In Brüssel gewinnt die Fußballnationalmannschaft der DDR ihr 293. und letztes Länderspiel mit 2:0 gegen Belgien.
- 1990: Die färöische Fußballnationalmannschaft besiegt Österreich in einem Fußballländerspiel. Das 1:0 in Landskrona im Qualifikationsländerspiel für die Fußball-Europameisterschaft 1992 geht als Fußballmärchen in die Sportgeschichte der Insel ein.
- 2010: Im Finale der Basketball-Weltmeisterschaft 2010 in der Türkei besiegt die Basketballnationalmannschaft der Vereinigten Staaten die türkische Basketballnationalmannschaft mit 81:64 und wird damit zum vierten Mal Weltmeister im Basketball.
- 2016: Als zweite deutsche Tennisspielerin nach Steffi Graf übernimmt Angelique Kerber die Führung in der Weltrangliste der Women’s Tennis Association (WTA).

Einträge von Leichtathletik-Weltrekorden befinden sich unter der jeweiligen Disziplin unter Leichtathletik.

## Geboren

### Vor dem 18. Jahrhundert

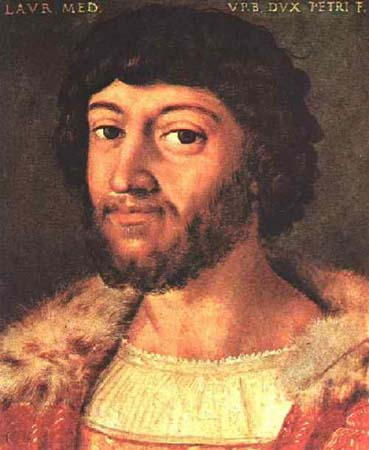
Lorenzo di Piero de’ Medici (* 1492)

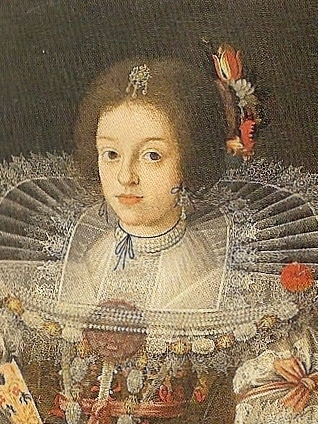
Sophie von Hessen-Kassel (* 1615)

- 1310: Niccolò Acciaiuoli, italienischer Staatsmann, Graf von Melfi, Großmarschall von Neapel und Bankier in Florenz
- 1415: John Mowbray, 3. Duke of Norfolk, englischer Adliger
- 1454: Johann Wassenberch, deutscher katholischer Geistlicher und Chronist
- 1492: Lorenzo di Piero de’ Medici, Herzog von Urbino und Herrscher von Florenz
- 1494: Franz I., König von Frankreich
- 1514: Philipp, Herzog zu Mecklenburg
- 1574: Cornelius Paulinus Swanenburg, niederländischer Rechtswissenschaftler
- 1615: Sophie von Hessen-Kassel, Gräfin zu Schaumburg-Lippe
- 1630: Jacob Köck, österreichischer Orgelbauer
- 1649: Giuseppe Maria Tomasi, italienischer Kardinal
- 1652: Friedrich Karl, Herzog von Württemberg
- 1659: Ferdinand Wilhelm, Herzog von Württemberg, deutscher Heerführer und Generalfeldmarschall
- 1688: Ferdinand Maximilian Brokoff, deutscher Bildhauer des Barock
- 1695: Joachim Oporin, deutscher evangelischer Theologe
- 1697: Hieronymus Annoni, Schweizer reformierter Theologe und Kirchenliederdichter
- 1699: Franz Xaver Kleinhans, österreichischer Architekt, Hof- und Stiftsbaumeister des Rokoko

### 18. Jahrhundert
- 1707: Friedrich Esaias Pufendorf, deutscher Jurist
- 1709: Paulus Züblin, Schweizer Plantagenbesitzer, Sklavenhalter und Justizrat in der niederländischen Kolonie Berbice
- 1725: Guillaume Le Gentil, französischer Astronom
- 1727: Johann Gerhard von Angelbeek, deutscher Anwalt und Kolonialbeamter
- 1735: Anton Oehmbs, deutscher katholischer Theologe und Hochschullehrer
- 1736: Hsinbyushin, birmanischer König

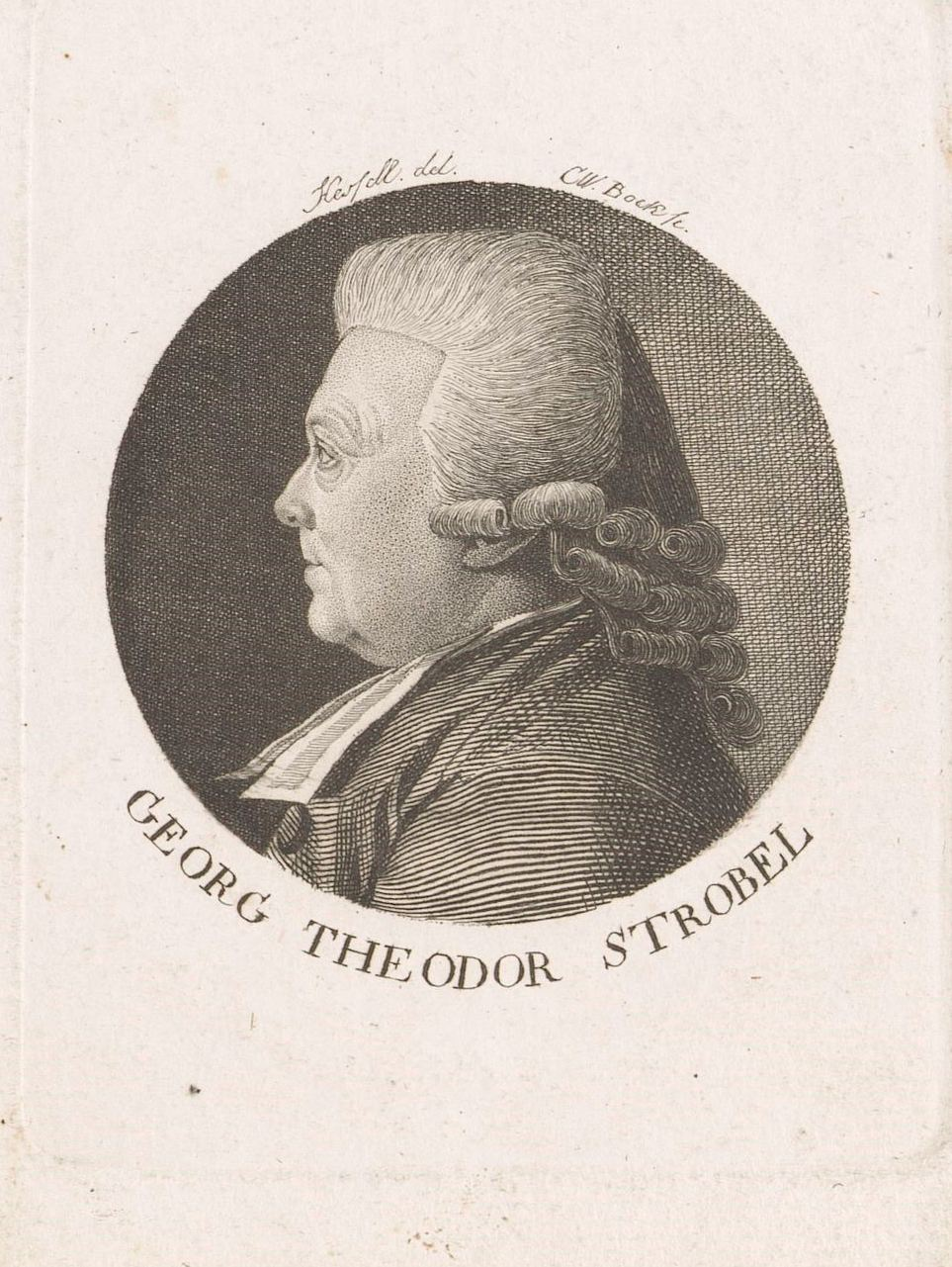
Georg Theodor Strobel (* 1736)

- 1736: Georg Theodor Strobel, deutscher lutherischer Theologe und Kirchenhistoriker
- 1737: Richard Bache, US-amerikanischer Politiker
- 1738: Jonathan Hunt, US-amerikanischer Pionier, Landbesitzer und Politiker aus Massachusetts, Vizegouverneur von Vermont
- 1740: Johann Heinrich Jung-Stilling, deutscher Augenarzt, Wirtschaftswissenschaftler und Schriftsteller
- 1745: Jean-François Lefèbvre, chevalier de la Barre, französischer Adeliger
- 1746: Michele Arditi, italienischer Jurist und Klassischer Archäologe
- 1752: Edward Smith-Stanley, 12. Earl of Derby, britischer Politiker und Pferdesportliebhaber
- 1753: Bernhard Adler, böhmischer Mediziner
- 1756: Jonathan Mason, US-amerikanischer Politiker
- 1757: John Brown, US-amerikanischer Politiker

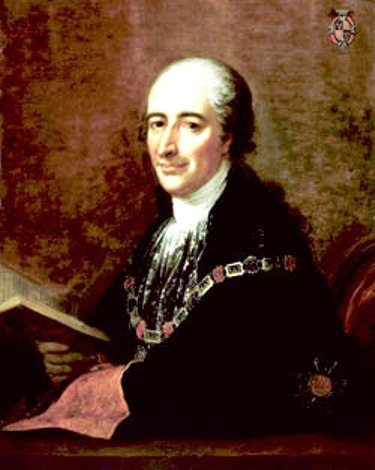
Maximilian von Montgelas (* 1759)

- 1759: Maximilian von Montgelas, bayerischer Politiker und Staatsreformer, Minister
- 1763: Phaungkaza Maung Maung, König des birmanischen Königreichs Ava
- 1763: Johann Hermann Stindt, deutscher Mühlenbauer und Papierformenhersteller
- 1765: Johannes Ernst, Schweizer evangelischer Geistlicher
- 1766: Albert Gyulay, österreichischer Feldmarschallleutnant
- 1768: Benjamin Carr, englisch-amerikanischer Komponist, Organist, Sänger und Musikverleger
- 1773: Gustav Maximilian von Croÿ, Kardinal und Erzbischof von Rouen
- 1775: Karl August Tittmann, deutscher Jurist und sächsischer Beamter
- 1777: Henri Marie Ducrotay de Blainville, französischer Zoologe und Anatom
- 1780: Johann Carl Ludwig Schmid, deutscher Architekt
- 1786: August Gustav Heinrich von Bongard, deutscher Botaniker
- 1798: Johann Heinrich Schenck, deutscher Mediziner
- 1800: Friedrich von Uechtritz, deutscher Dichter, Historiker und Genealoge

### 19. Jahrhundert

#### 1801–1850
- 1801: Giuseppe Concone, italienischer Gesangsmeister
- 1803: Auguste Brizeux, französischer Schriftsteller

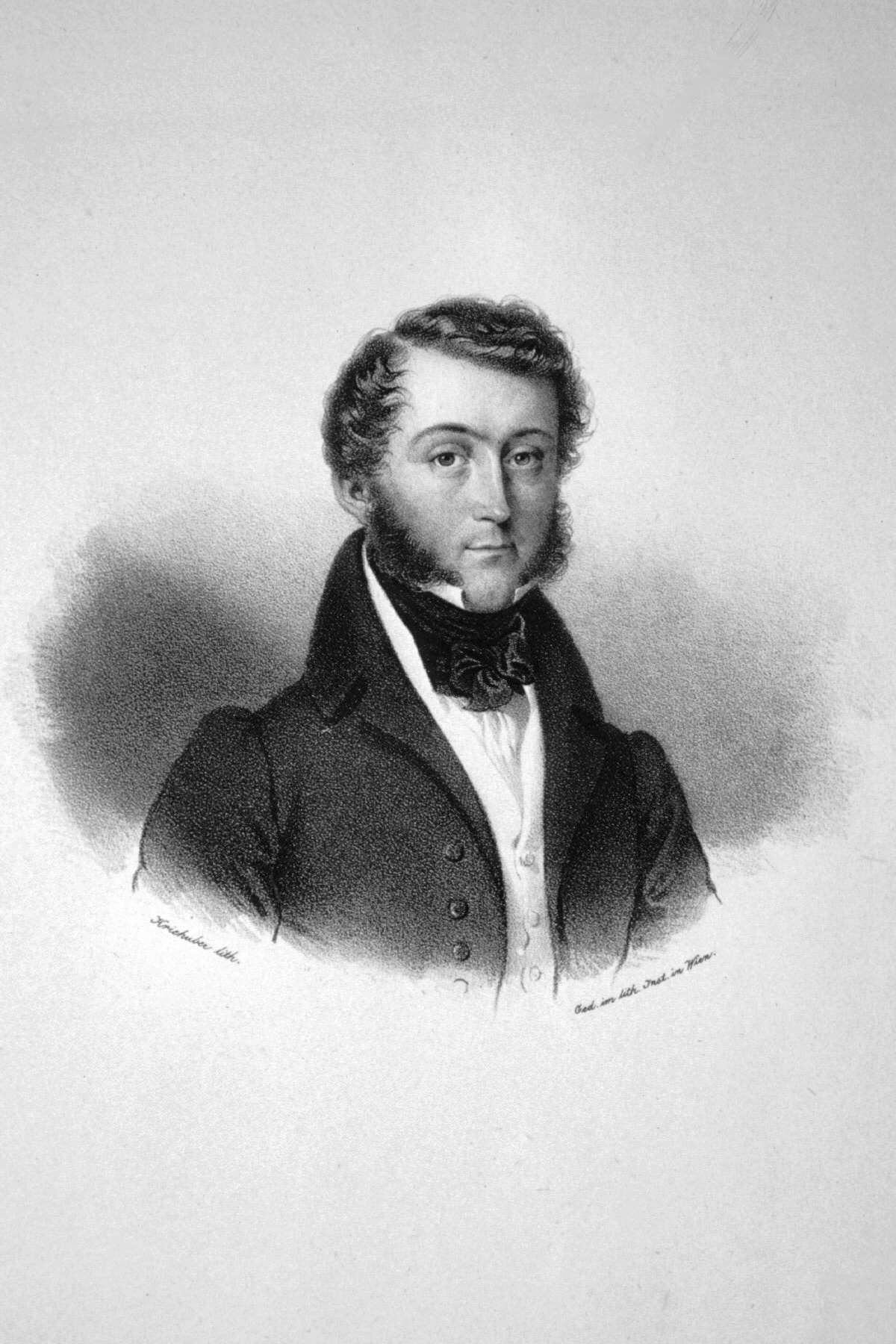
Karl zu Leiningen (* 1804)

- 1804: Karl zu Leiningen, Fürst zu Leiningen, erster Ministerpräsident der Frankfurter Nationalversammlung
- 1806: Andrew Hull Foote, US-amerikanischer Admiral der Union im amerikanischen Sezessionskrieg
- 1808: August von Werder, preußischer General
- 1809: Julius von Bose, preußischer General der Infanterie
- 1811: Max Haushofer, deutscher Landschaftsmaler
- 1811: Anton Höfliger, Schweizer Jurist und Politiker
- 1812: Richard March Hoe, US-amerikanischer Erfinder der Rotationsdruckmaschine
- 1813: Johann Heinrich Fierz, Schweizer Unternehmer und Nationalrat
- 1815: Edmond Tulasne, französischer Botaniker und Mykologe
- 1817: Constantin Frantz, deutscher Historiker und Publizist
- 1818: Richard Jordan Gatling, US-amerikanischer Erfinder im Maschinenbau und Waffentechnik
- 1818: Theodor Kullak, deutscher Pianist und Komponist

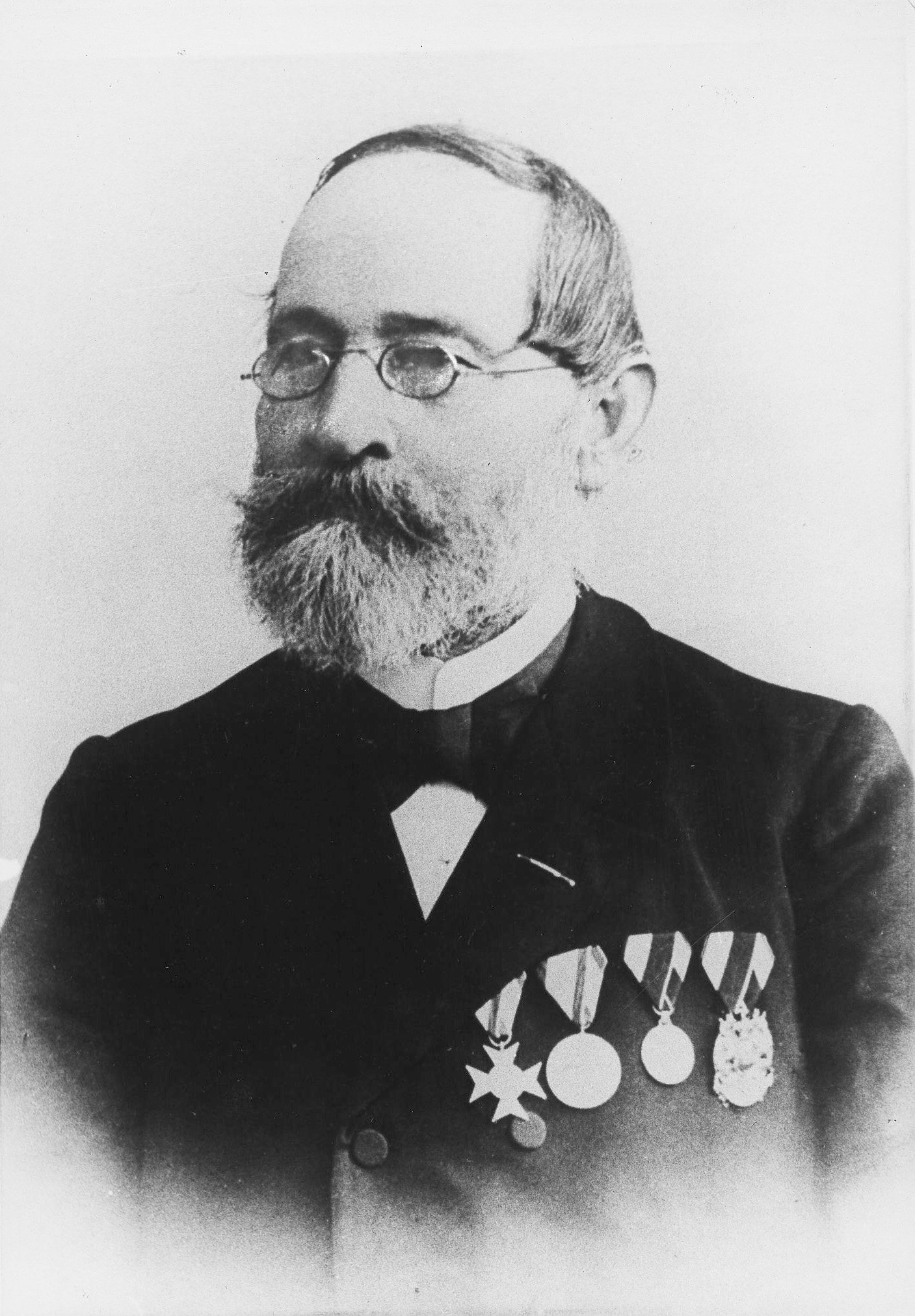
Johann Traugott Mutschink (* 1821)

- 1819: Félix de Las Cases, französischer Geistlicher und römisch-katholischer Bischof von Constantine-Hippone
- 1821: Johann Traugott Mutschink, sorbischer Volksschriftsteller und Heimatkundler
- 1822: Josef Franz von Weckert, deutscher Geistlicher, katholischer Bischof von Passau
- 1823: Kornel Ujejski, polnischer Lyriker
- 1824: Hugo Ruehle, deutscher Mediziner
- 1825: Karl Doppler, deutsch-ungarischer Komponist
- 1825: Ainsworth Rand Spofford, US-amerikanischer Leiter der Library of Congress
- 1826: Otto Michaelis, deutscher Wirtschaftsliberaler, Journalist und Politiker
- 1826: Richard Pohl, deutscher Komponist und Musikschriftsteller
- 1827: Albert von Levetzow, deutscher Politiker, Präsident des Reichstags
- 1829: Anselm Feuerbach, deutscher Maler
- 1831: Álvares de Azevedo, brasilianischer Schriftsteller
- 1832: C. W. Damodaram Pillai, tamilischer Philologe
- 1833: Peter Paul Faust, deutscher Autor, Herausgeber und Mundartdichter

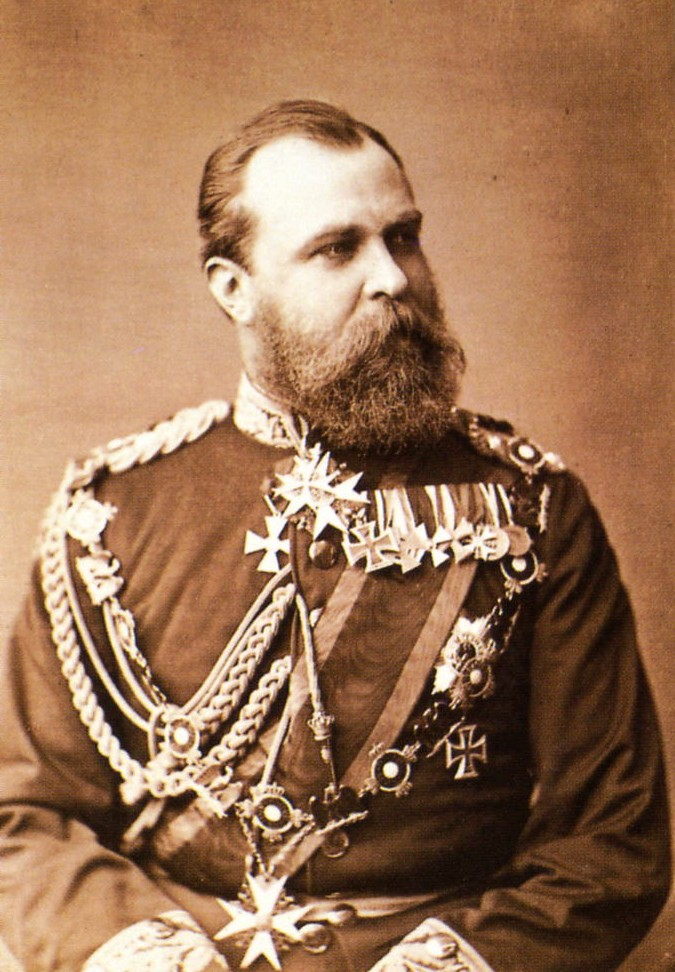
Ludwig IV. (* 1837)

- 1837: Ludwig IV., Großherzog von Hessen-Darmstadt
- 1838: Arthur von Auwers, deutscher Astronom
- 1839: Hagbard Berner, norwegischer Publizist und Politiker
- 1841: Anton Menger, österreichischer Jurist und Sozialtheoretiker
- 1842: Friedrich von Oer, Oberer Kämmerer des Fürsten Ysenburg
- 1849: Alfonso Carlos de Borbón, Herzog von San Jaime und Herzog von Anjou
- 1849: Alexander von Krobatin, österreichischer Feldmarschall und Kriegsminister

#### 1851–1900
- 1851: Carl Abs, deutscher Ringer

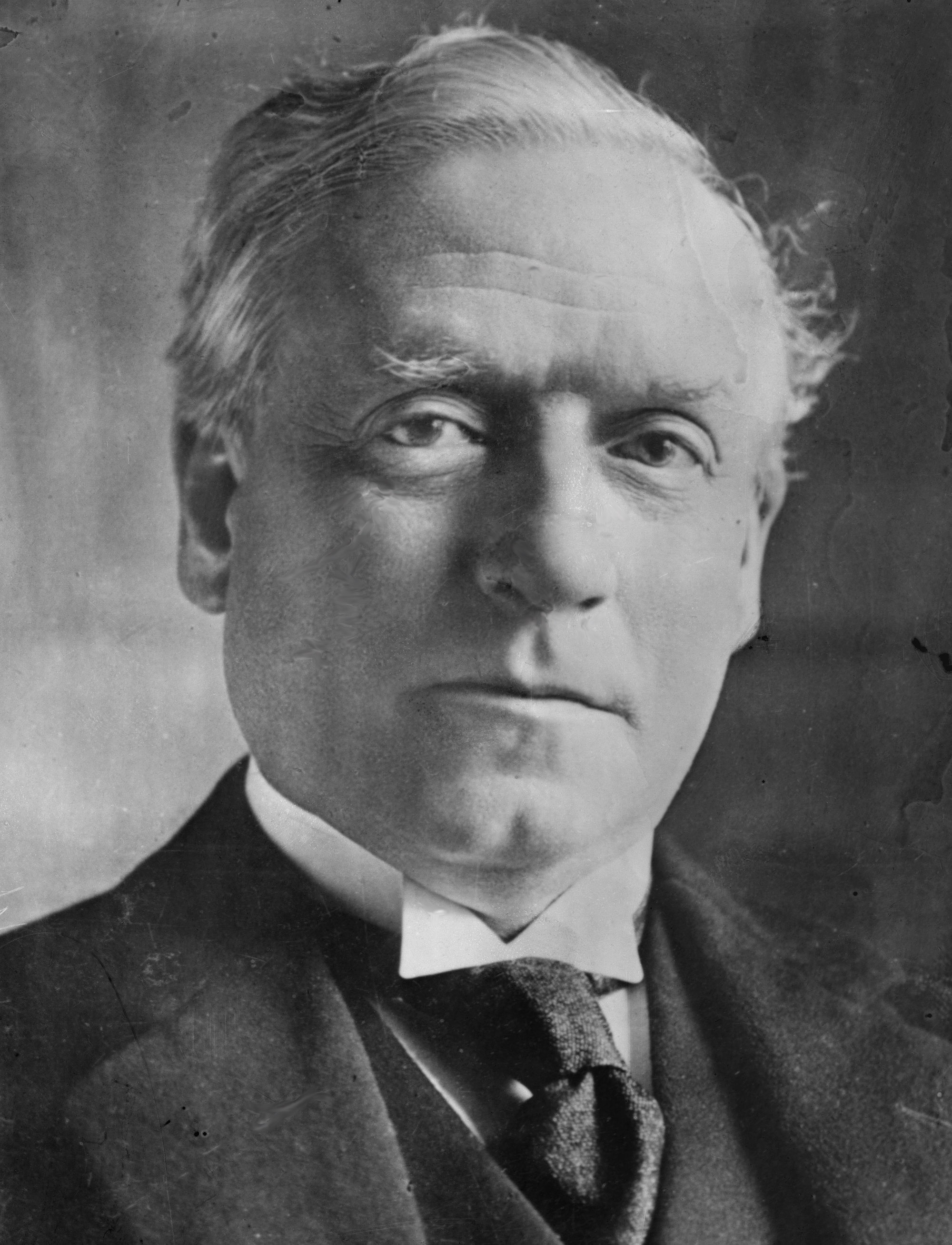
H. H. Asquith (* 1852)

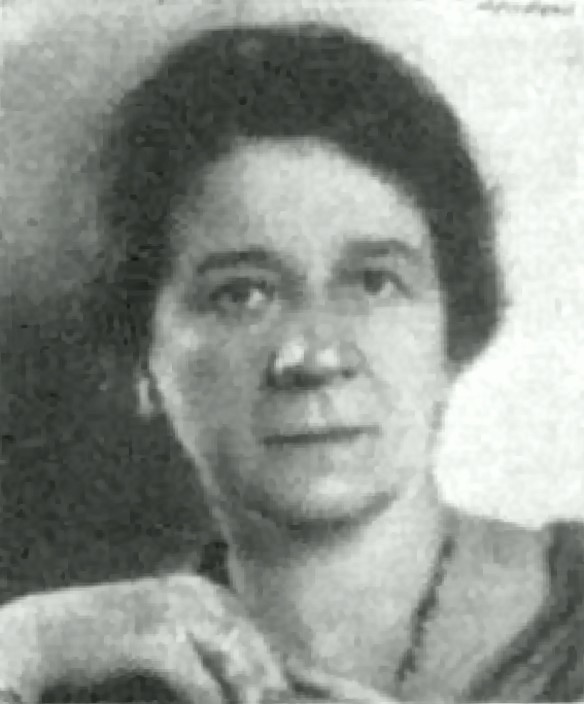
Gertrud Bäumer (* 1873)

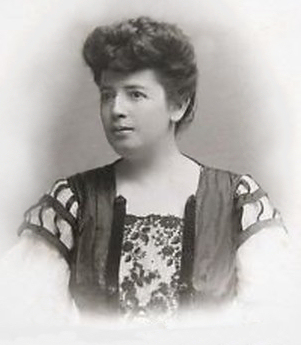
Amalia Carneri (* 1875)

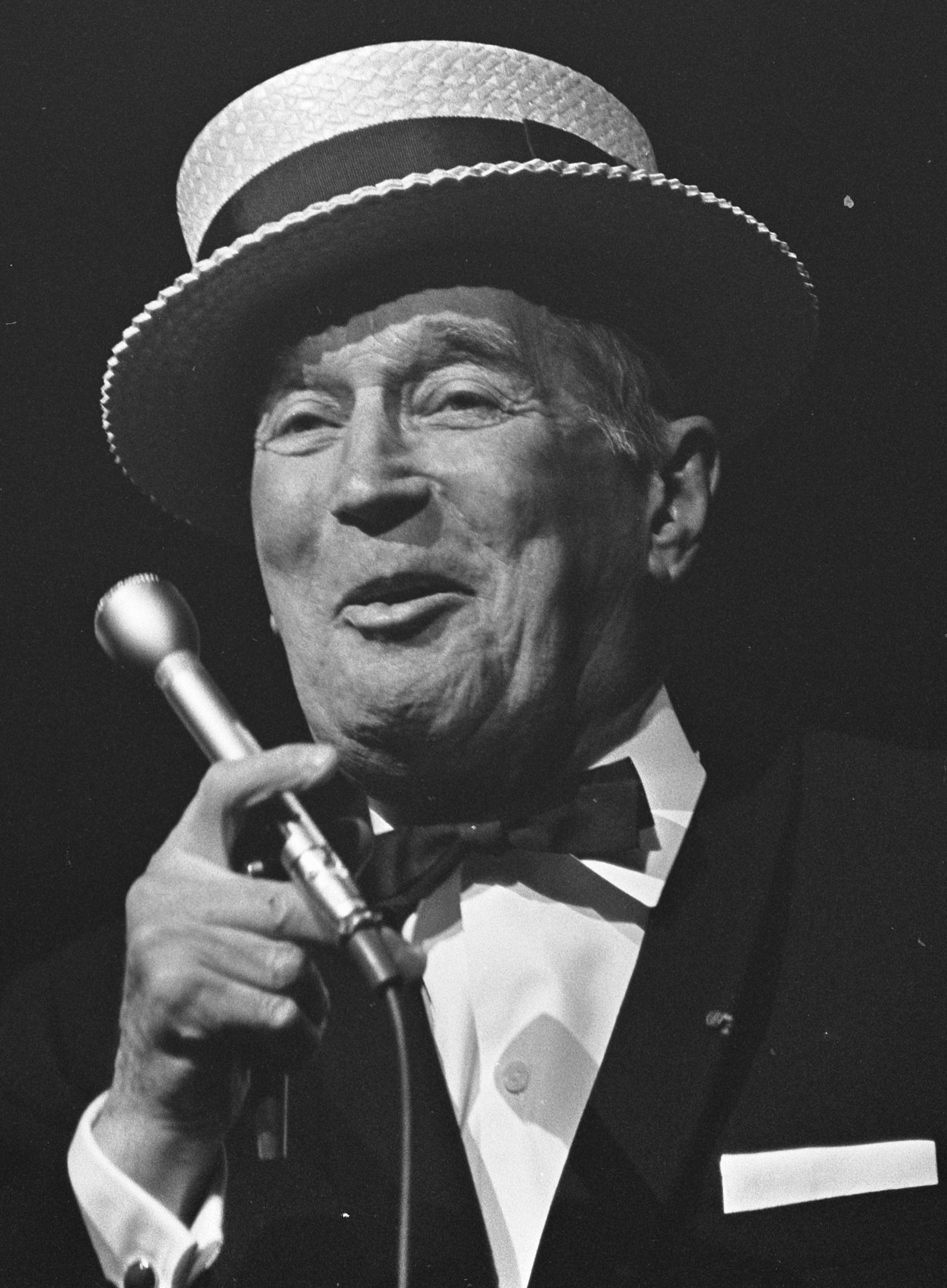
Maurice Chevalier (* 1888)

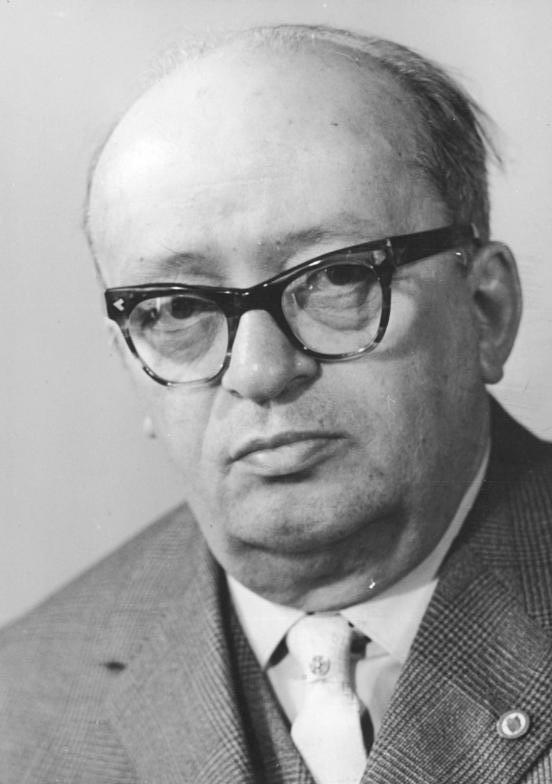
Friedrich Ebert (* 1894)

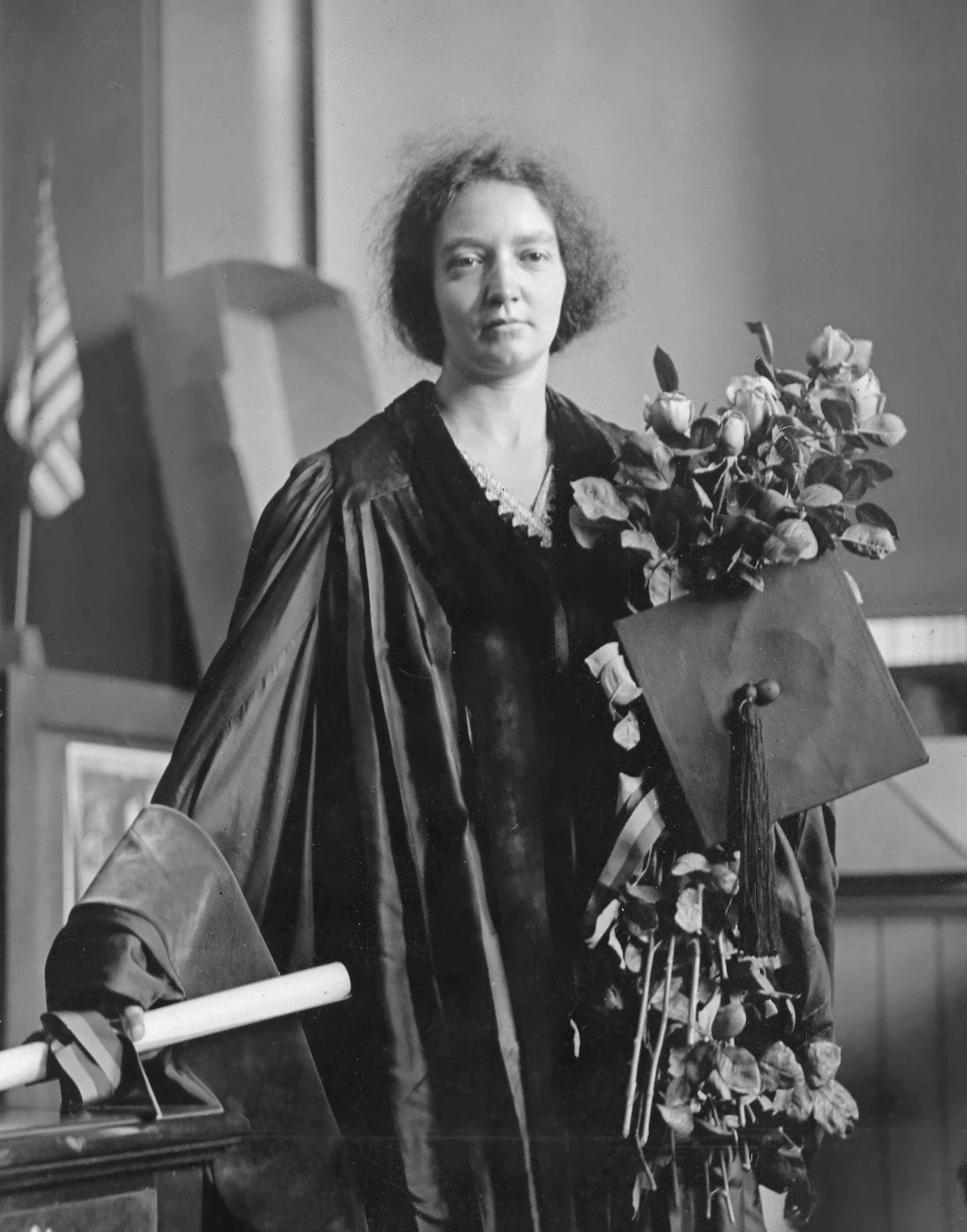
Irène Joliot-Curie (* 1897)

- 1852: H. H. Asquith, britischer Politiker, Premierminister
- 1853: Emil Günter, Schweizer Unternehmer, Politiker und Autor
- 1855: William Sharp, britischer Schriftsteller aus Schottland
- 1856: Eugen Scheuermann, deutsch-baltischer Pastor und evangelischer Märtyrer
- 1857: George Hendrik Breitner, niederländischer Kunstmaler und Fotograf, Vertreter des Amsterdamer Impressionismus
- 1858: Fernand Khnopff, belgischer Maler, Grafiker, Bildhauer und Kunstschriftsteller
- 1859: Curt von Hagen, deutscher Kolonialbeamter
- 1863: Hermann Kutter, Schweizer evangelischer Theologe
- 1863: Theodor Seitz, deutscher Kolonialpolitiker
- 1865: Sophus Claussen, dänischer Schriftsteller
- 1867: Herbert L. Clarke, US-amerikanischer Kornettist und Komponist
- 1868: Jan Brandts Buys, niederländischer Komponist
- 1869: Adolf Ott, deutscher Priester und Offizial
- 1870: Carl Arend, deutscher Architekt
- 1872: Heinrich Schulz, deutscher Reformpädagoge und Politiker, MdR, Wegbereiter der Stenografie
- 1873: Gertrud Bäumer, deutsche Reformpädagogin, Frauenrechtlerin, Politikerin und MdR
- 1874: Frans Drion, niederländischer Lehrer, Politiker und Anarchist
- 1875ː Amalia Carneri, österreichische Sopranistin, Opfer des Holocaust
- 1876: Flor Alpaerts, belgischer Dirigent und Komponist
- 1876ː Elisabeth Freeman, amerikanische Frauenrechtlerin
- 1876: Frieda Gallati, Schweizer Historikerin
- 1877: Alexander Jerminingeldowitsch Arbusow, russischer Chemiker
- 1877: Georg Hamel, deutscher Mathematiker
- 1878: Jimmy Ashcroft, englischer Fußballtorhüter
- 1880: Henry L. Mencken, US-amerikanischer Publizist und Schriftsteller
- 1881: Hendrik Enno Boeke, niederländischer Mineraloge
- 1881: Adolf Hühnlein, deutscher General, Führer des Nationalsozialistischen Kraftfahrerkorps
- 1882: Georg Gelbke, deutscher Maler und Grafiker
- 1883: Gus Cannon, US-amerikanischer Blues-Musiker
- 1885: Heinrich Hoffmann, deutscher Fotograf, Leibfotograf Adolf Hitlers
- 1885: William Slavens McNutt, US-amerikanischer Drehbuchautor und Schriftsteller
- 1887: Yusif Vəzir Çəmənzəminli, aserbaidschanischer Schriftsteller und Staatsmann
- 1887: Auguste Lazar, österreichische Schriftstellerin
- 1888: Maurice Chevalier, französischer Chansonnier und Schauspieler
- 1889: Heinrich Lersch, deutscher Arbeiterdichter
- 1889: Joe Gould, US-amerikanischer Schriftsteller
- 1890: Erich Lehmann, deutscher Leichtathlet
- 1890: Karl Peter Röhl, deutscher Maler, Grafiker und Designer
- 1891: Fred Kelly, US-amerikanischer Hürdenläufer und Olympiasieger
- 1892: Wilhelm Tophinke, deutscher Bildhauer
- 1893: Wolfgang Zeller, deutscher Komponist
- 1894: Friedrich Ebert junior, deutscher Politiker, MdR, SED-Funktionär der DDR und Oberbürgermeister von Ost-Berlin
- 1894: Jimmy Murphy, US-amerikanischer Autorennfahrer
- 1895: Axel von Harnack, deutscher Bibliothekar, Historiker und Philologe
- 1896: Ernst von Dombrowski, österreichischer Autor, Xylograph und Illustrator
- 1897: Irène Joliot-Curie, französische Chemikerin und Nobelpreisträgerin
- 1898: August Arnold, deutscher Filmregisseur, Filmproduzent und Filmtechnologie-Entwickler
- 1898: Alma Moodie, australische Geigerin
- 1898: Ben Shahn, US-amerikanischer Maler und Grafiker
- 1899: Fritz Löffler, deutscher Kunsthistoriker und Literaturwissenschaftler
- 1900: Haskell Brooks Curry, US-amerikanischer Logiker
- 1900: Texas Alexander, US-amerikanischer Blues-Sänger

### 20. Jahrhundert

#### 1901–1925

Juscelino Kubitschek (* 1902)

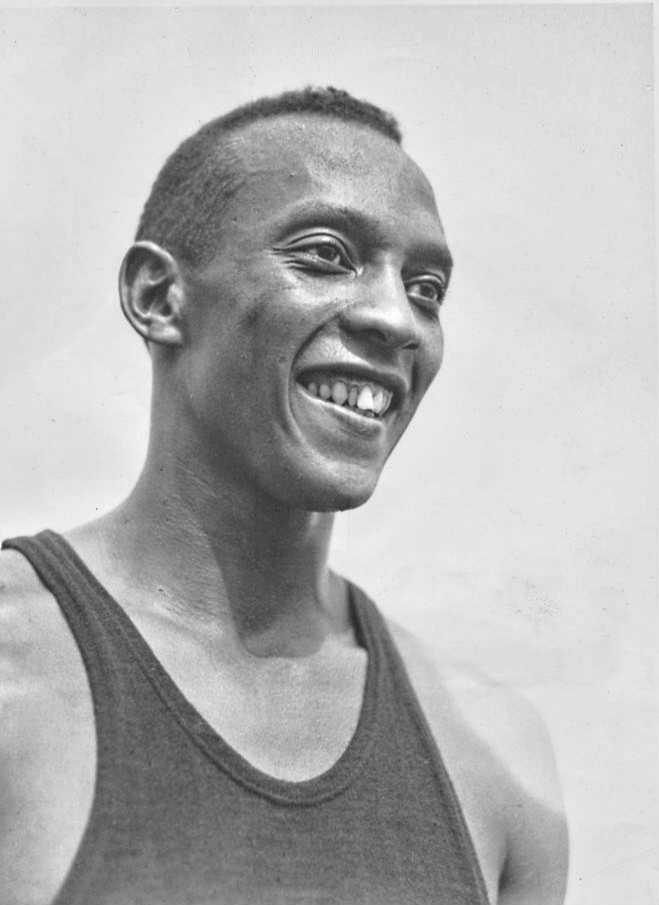
Jesse Owens (* 1913)

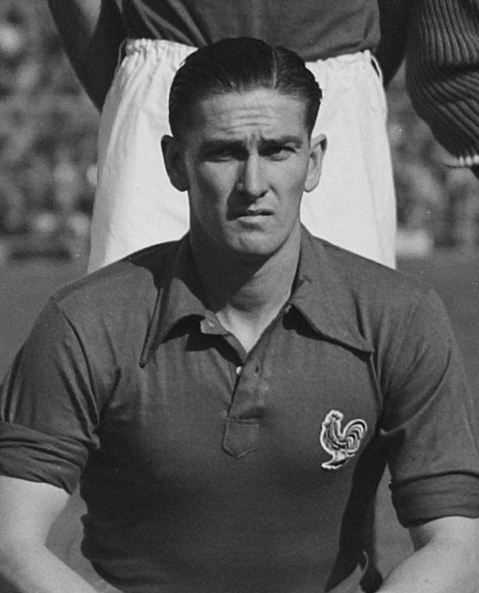
Jean Prouff (* 1919)

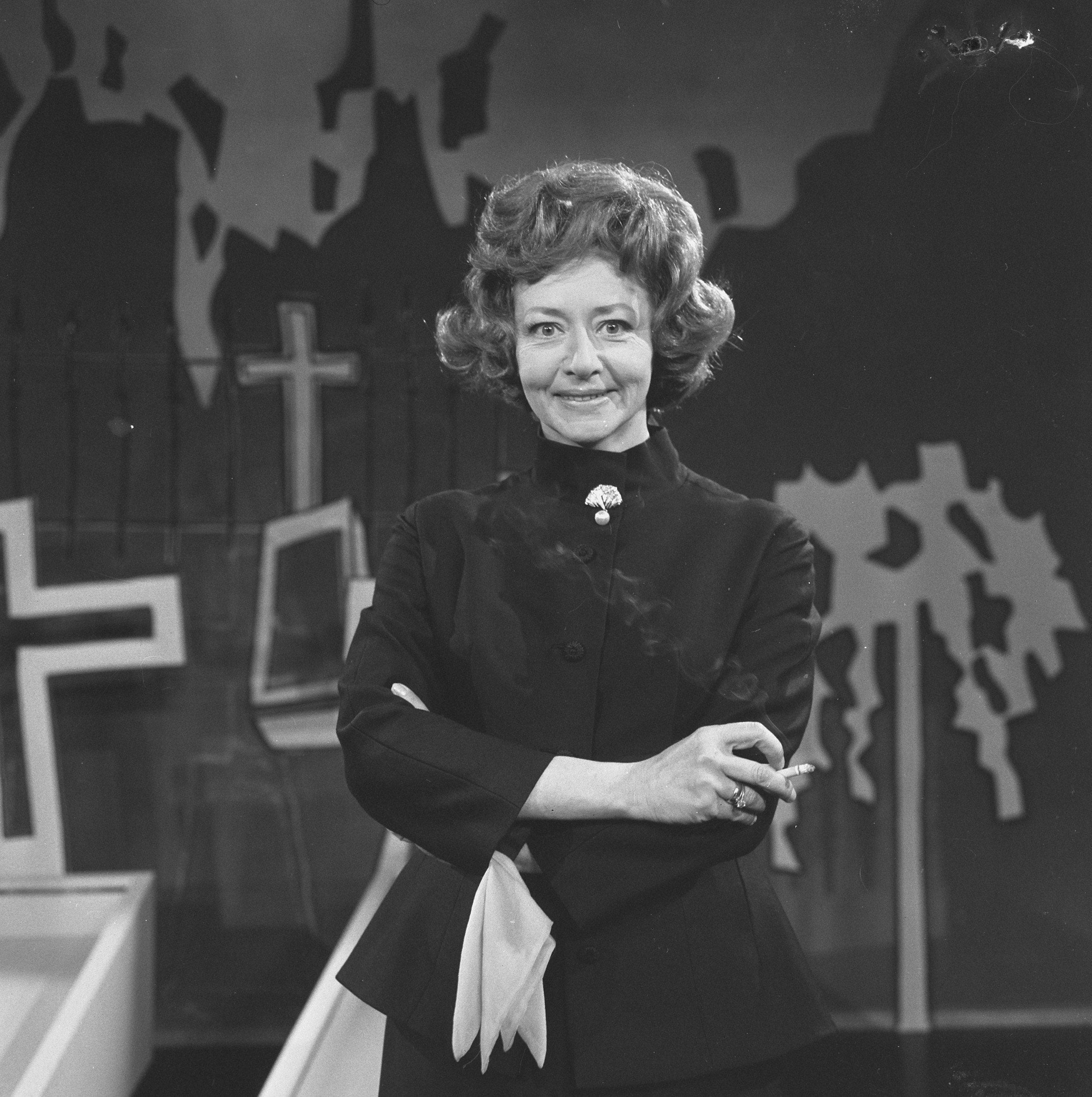
Lore Lorentz (* 1920)

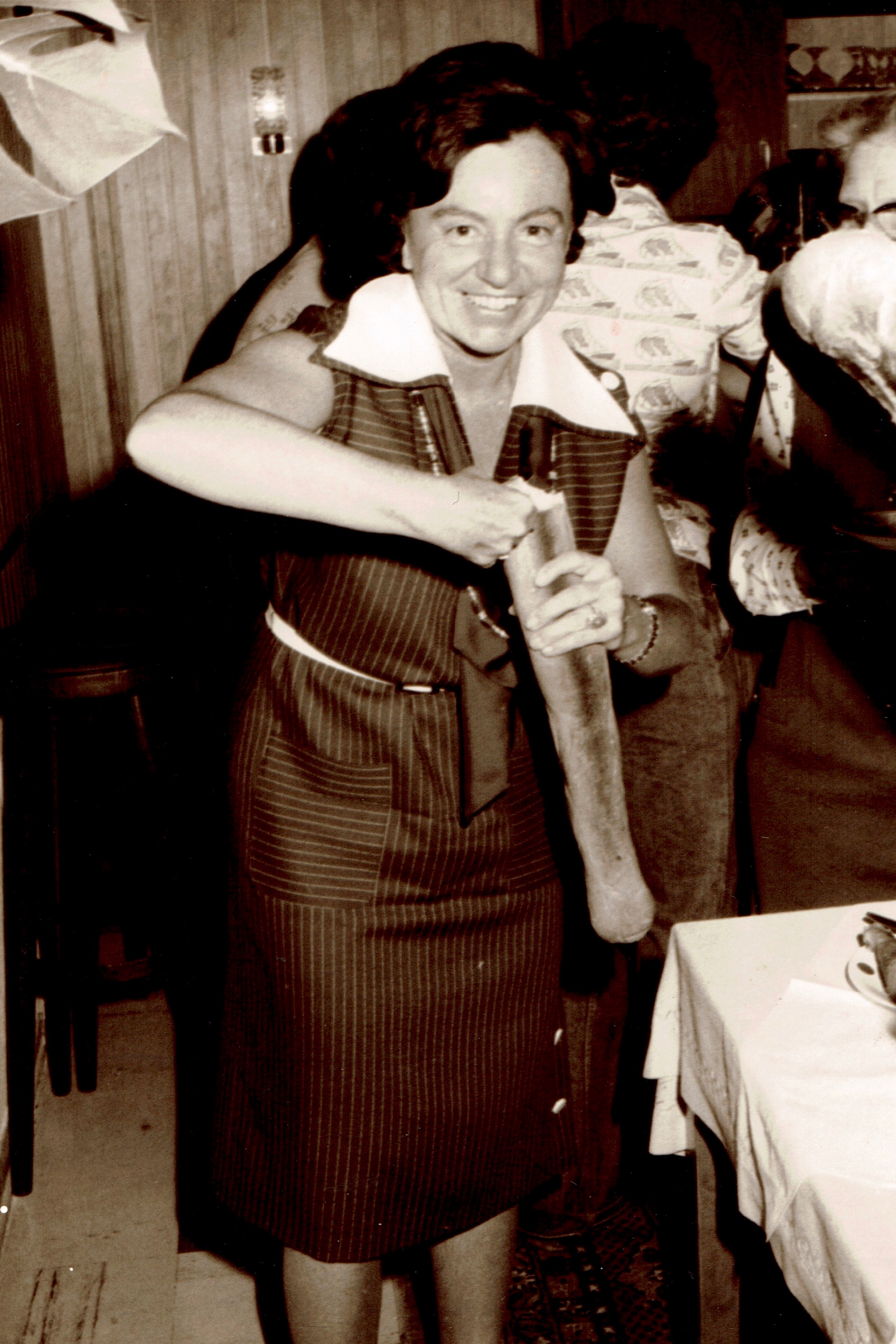
Ursula Benedix (* 1922)

- 1901: Ernst Pepping, deutscher Komponist
- 1901: Ramón Serrano Súñer, spanischer Politiker
- 1902: Juscelino Kubitschek, Staatspräsident von Brasilien
- 1902: Marya Zaturenska, amerikanische Schriftstellerin
- 1903: Hans Fronius, österreichischer Maler und Graphiker
- 1904: Gawriil Nikolajewitsch Popow, russischer Komponist
- 1905: Ali Amini, persischer Politiker
- 1905: Boris Alexandrowitsch Arapow, russischer Komponist
- 1906: Ivo Braak, deutscher Autor, Rezitator und Pädagoge
- 1906: Maj Hemberg, schwedische Malerin
- 1906: Jacques Lacarrière, französischer Eishockeyspieler und Sportfunktionär
- 1906: Gerhard Winkler, deutscher Komponist von Unterhaltungsmusik
- 1907: Roger Bonvin, Schweizer Politiker und Bundesrat
- 1907: Louis MacNeice, nordirischer Dichter
- 1907: Josef Müller-Marein, deutscher Journalist und Schriftsteller
- 1908: Werner Flume, deutscher Jurist
- 1909: Kurt Becher, deutscher SS-Standartenführer
- 1909: Edgar Behr, deutscher Regattasegler
- 1910: Erich Brehm, deutscher Kabarettautor und -leiter
- 1911: Isabel Barletta, argentinische Supercentenarian
- 1912: Jürgen Bennecke, deutscher General
- 1912: Benno Niggemeyer, deutscher Widerstandskämpfer
- 1913: Ettore Cella, Schweizer Schauspieler und Regisseur
- 1913: Jesse Owens, US-amerikanischer Leichtathlet afroamerikanischer Abstammung, vierfacher Olympiasieger
- 1914: Desmond Llewelyn, britischer Schauspieler
- 1915: Elvira Bauer, deutsche Schriftstellerin
- 1916: Tony Bettenhausen, US-amerikanischer Rennfahrer
- 1916: Mary Stewart, englische Schriftstellerin
- 1917: Jürgen Seydel, deutscher Karateka
- 1917: Han Suyin, chinesische Ärztin und englischsprachige Autorin
- 1918: Jacques Moreau, belgischer Althistoriker
- 1919: Robert-Henri Blaser, Schweizer Hochschullehrer, Germanist und Medizinhistoriker
- 1919: Jean Prouff, französischer Fußballspieler
- 1920: Lore Lorentz, deutsche Kabarettistin
- 1921: Stanisław Lem, polnischer Philosoph, Essayist und Science-Fiction-Autor
- 1921: Wilhelm Totok, deutscher Bibliothekar
- 1922: Ursula Benedix, deutsche Politikerin
- 1923: John Chambers, US-amerikanischer Maskenbildner
- 1924: Amílcar Cabral, kapverdischer Politiker und Unabhängigkeitskämpfer
- 1924: Jester Naefe, deutsche Filmschauspielerin
- 1924: Johnny T. Talley, US-amerikanischer Country- und Rockabilly-Musiker
- 1925: Dickie Moore, US-amerikanischer Kinderstar

#### 1926–1950

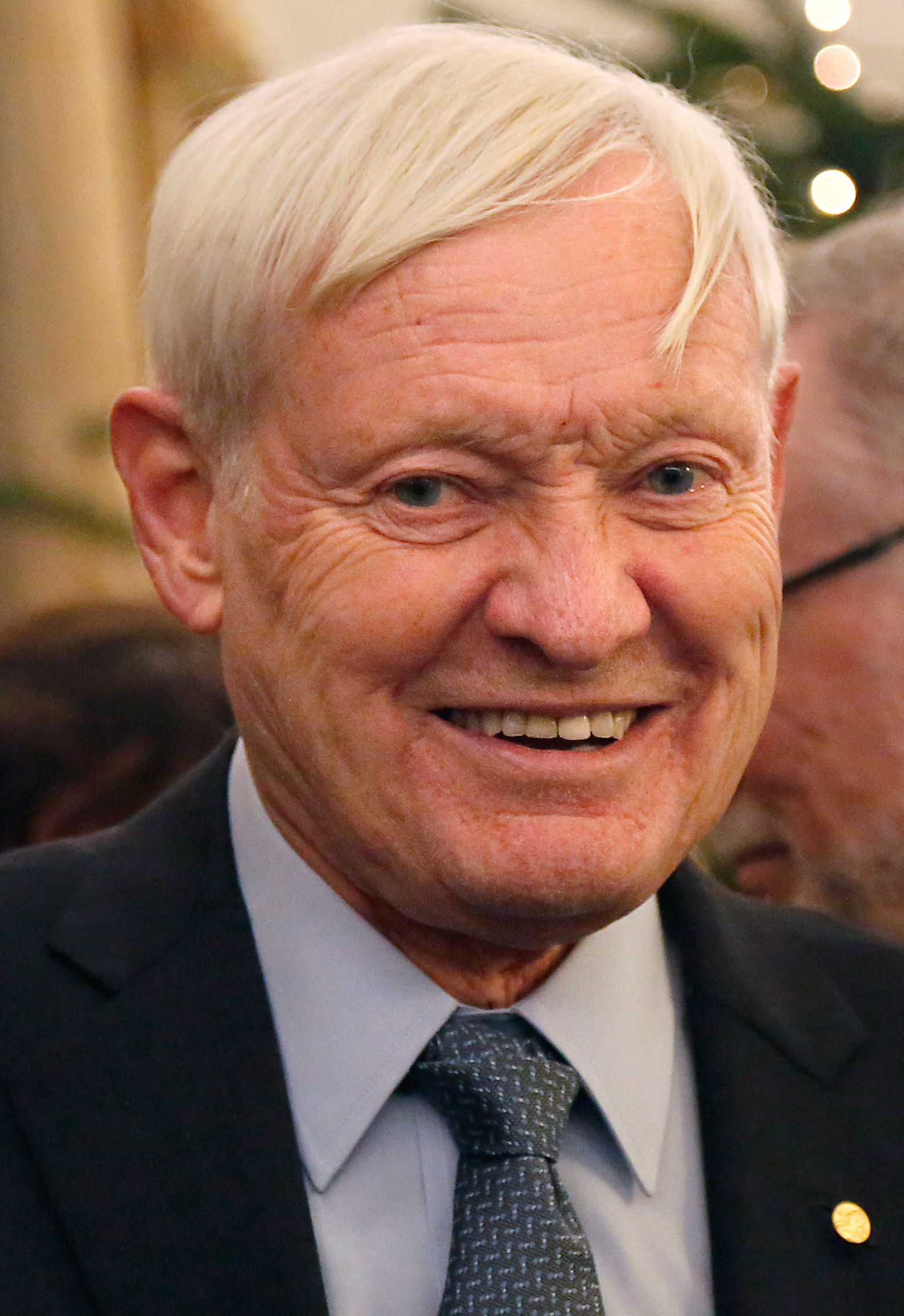
Joachim Frank (* 1940)

- 1926: Ellen Callmann, US-amerikanische Kunsthistorikerin
- 1926: Gaby von Schönthan, österreichische Schauspielerin und Schriftstellerin
- 1927: Giselbert Hoke, österreichischer Künstler
- 1929: Roberto Angleró, puerto-ricanischer Salsakomponist, Sänger und Bandleader
- 1929: Alfons Meindl, deutscher Unternehmer
- 1930: Gunder Gundersen, norwegischer Nordischer Kombinierer
- 1930: Klaus Siebold, deutscher Politiker, Minister für Kohle und Energie der DDR
- 1930: Akira Suzuki, japanischer Chemiker, Nobelpreisträger

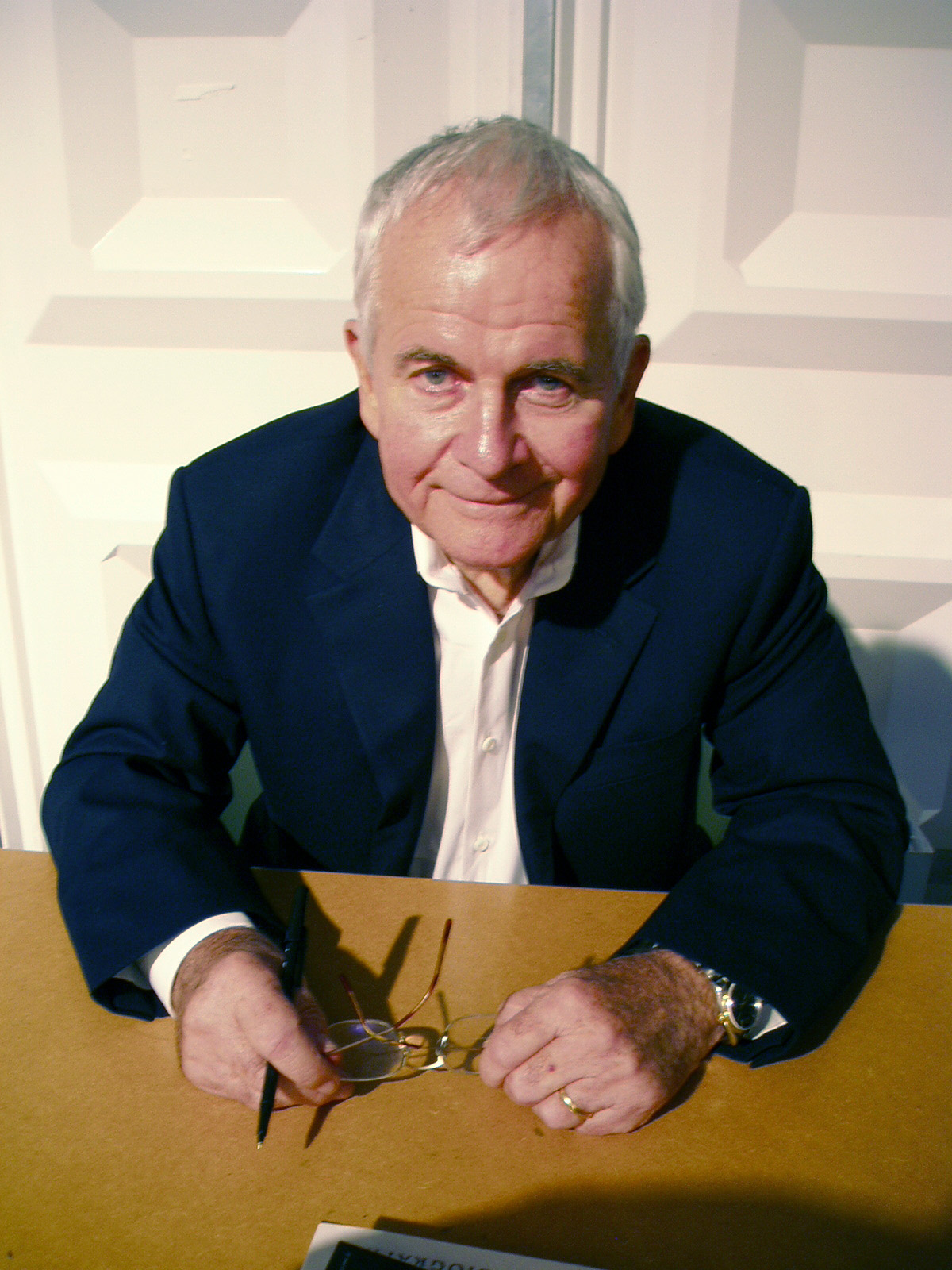
Ian Holm (* 1931)

- 1931: Ian Holm, britischer Schauspieler
- 1931: Herbert Knauer, deutscher Chemiker und Unternehmer
- 1931: George Jones, US-amerikanischer Sänger
- 1931ː Silvia Pinal, mexikanische Film-, Theater- und Fernsehschauspielerin
- 1931: Adrian Rogers, US-amerikanischer Sektenführer
- 1932: Atli Pætursson Dam, färöischer Politiker
- 1932: Werner Dürrson, deutscher Schriftsteller
- 1933: Jewel Akens, US-amerikanischer Sänger
- 1934: Tesfamariam Bedho, eritreischer Bischof
- 1934: Glenn Davis, US-amerikanischer Leichtathlet
- 1935: Geraldo Vandré, brasilianischer Sänger, Gitarrist und Komponist
- 1936: Dieter Dost, deutscher Schauspieler
- 1936: Wiesław Glos, polnischer Fechter
- 1936: Bernhard Stirnemann, Schweizer Liedermacher
- 1937: Gus Backus, US-amerikanischer Musiker und Schlagersänger
- 1937: George Chuvalo, kanadischer Schwergewichts-Boxer
- 1938: KP Brehmer, deutscher Maler, Grafiker und Filmemacher
- 1938: Richard Grun, deutscher Eishockeyspieler

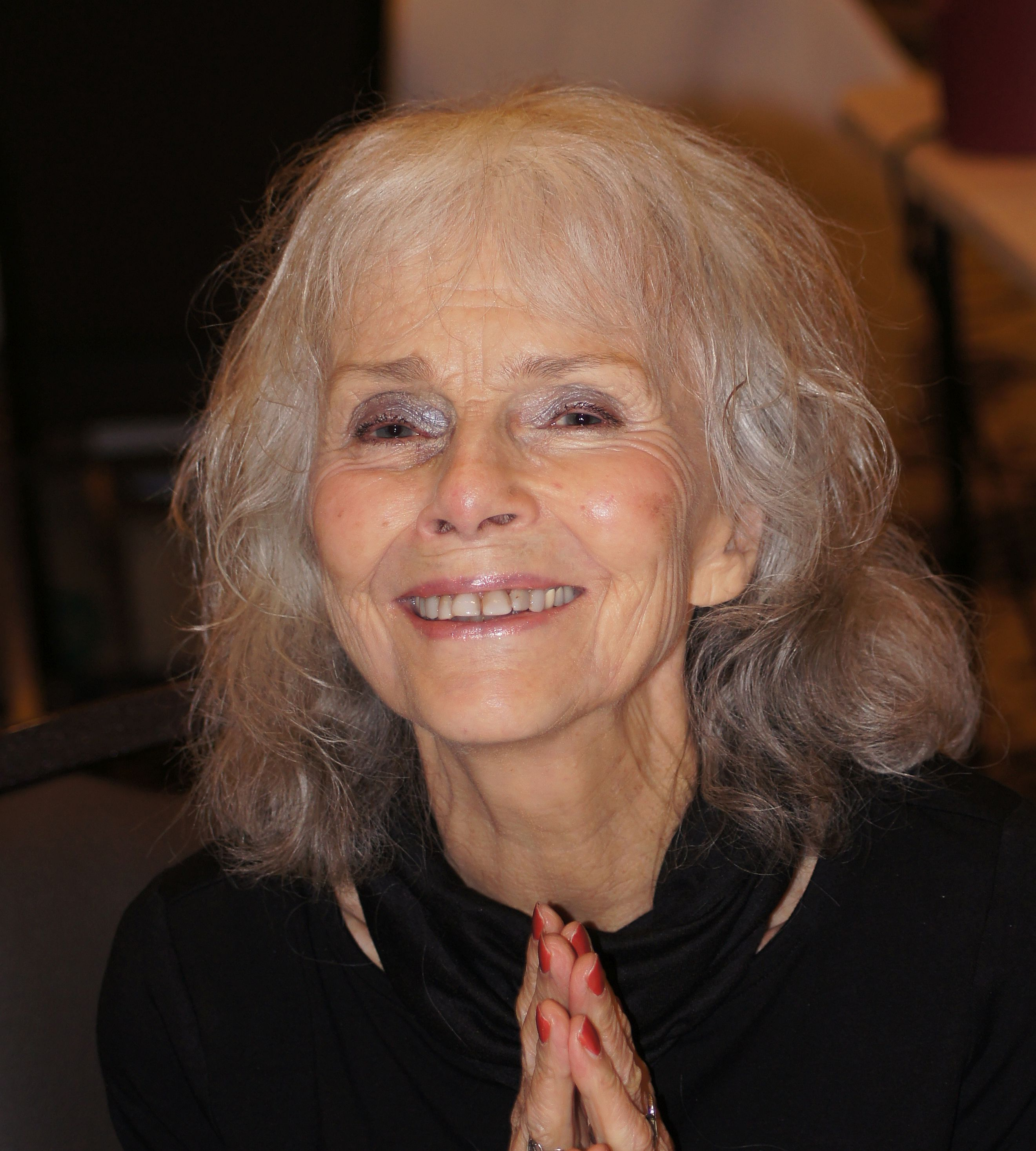
Anne Helm (* 1938)

- 1938: Anne Helm, kanadische Schauspielerin
- 1938: Ludwig Mödl, deutscher Theologe
- 1939: Joachim Kemmer, deutscher Schauspieler, Kabarettist und Synchronsprecher
- 1939: Henry Waxman, US-amerikanischer Politiker
- 1940: Joachim Frank, deutsch-US-amerikanischer Biophysiker
- 1940: Linda Gray, US-amerikanische Schauspielerin
- 1940: Anton Regh, deutscher Fußballspieler
- 1941: Klaus van Ackern, deutscher Anästhesist
- 1941: Gunnar Hoydal, färöischer Schriftsteller und Architekt
- 1941: Hans-Karsten Raecke, deutscher Komponist
- 1941: Günter Rexrodt, deutscher Politiker, Bundeswirtschaftsminister
- 1941: Ernst-Detlef Schulze, deutscher Pflanzenökologe und Leiter des Max-Planck-Institut für Biogeochemie

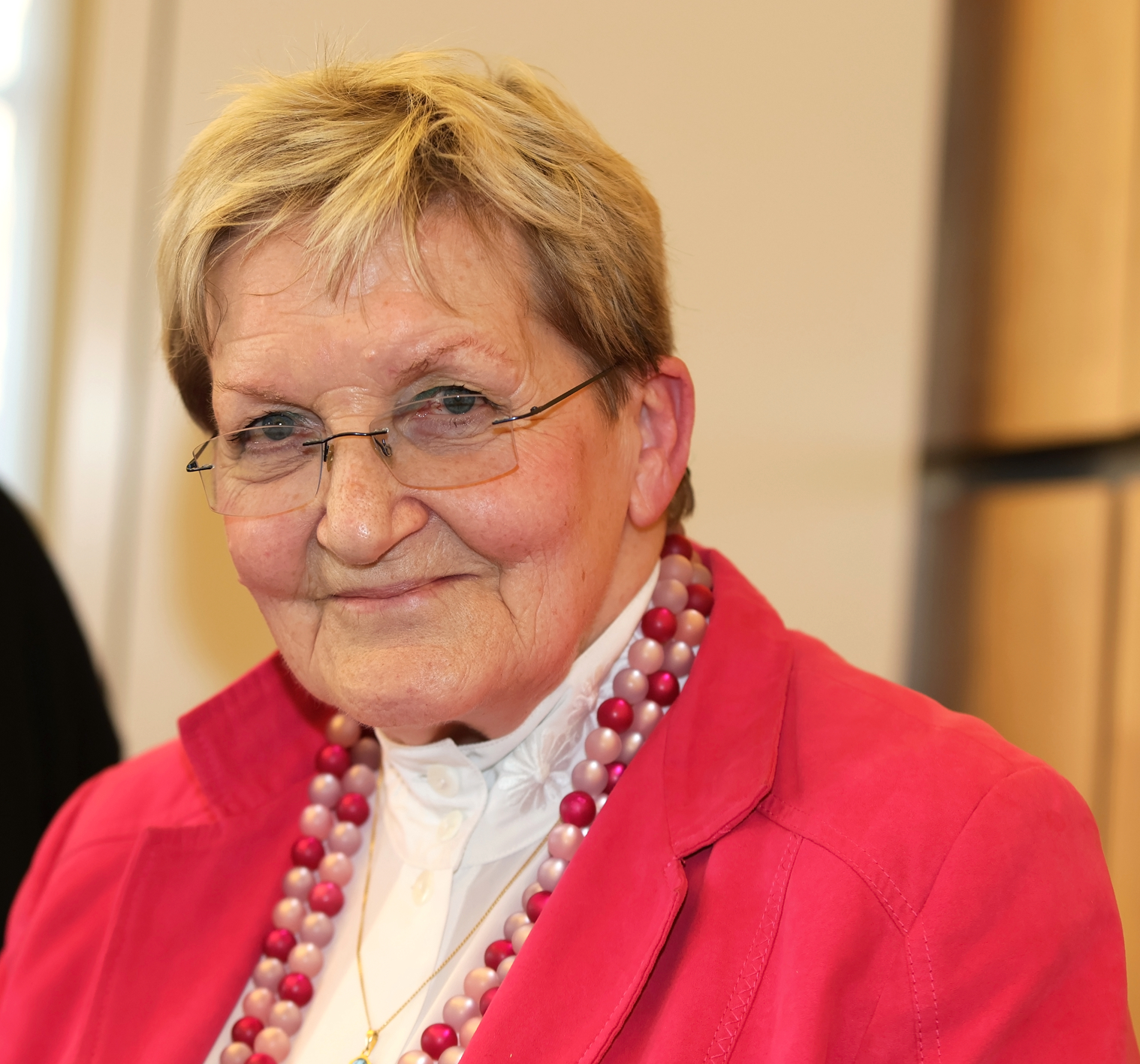
Carola von Braun (* 1942)

- 1942: Carola von Braun, deutsche Politikerin
- 1942: Mario Frustalupi, italienischer Fußballspieler
- 1942: Angelika Rochhausen, deutsche Malerin
- 1943: Kurt Demmler, deutscher Liedermacher
- 1943: Otfried Höffe, deutscher Philosoph
- 1943: Maria Muldaur, US-amerikanische Folk-, Country-, Jazz- und Blues-Sängerin
- 1943: Ralph Neely, US-amerikanischer American-Football-Spieler
- 1943: Michael Ondaatje, kanadischer Schriftsteller
- 1944: Leonard Peltier, indianischer Freiheitskämpfer
- 1944ː Marion Rasche, deutsche Filmregisseurin und Dramaturgin
- 1944: Rolf Schnellecke, Oberbürgermeister von Wolfsburg
- 1944: Wladimir Teodorowitsch Spiwakow, russischer Violinist und Dirigent

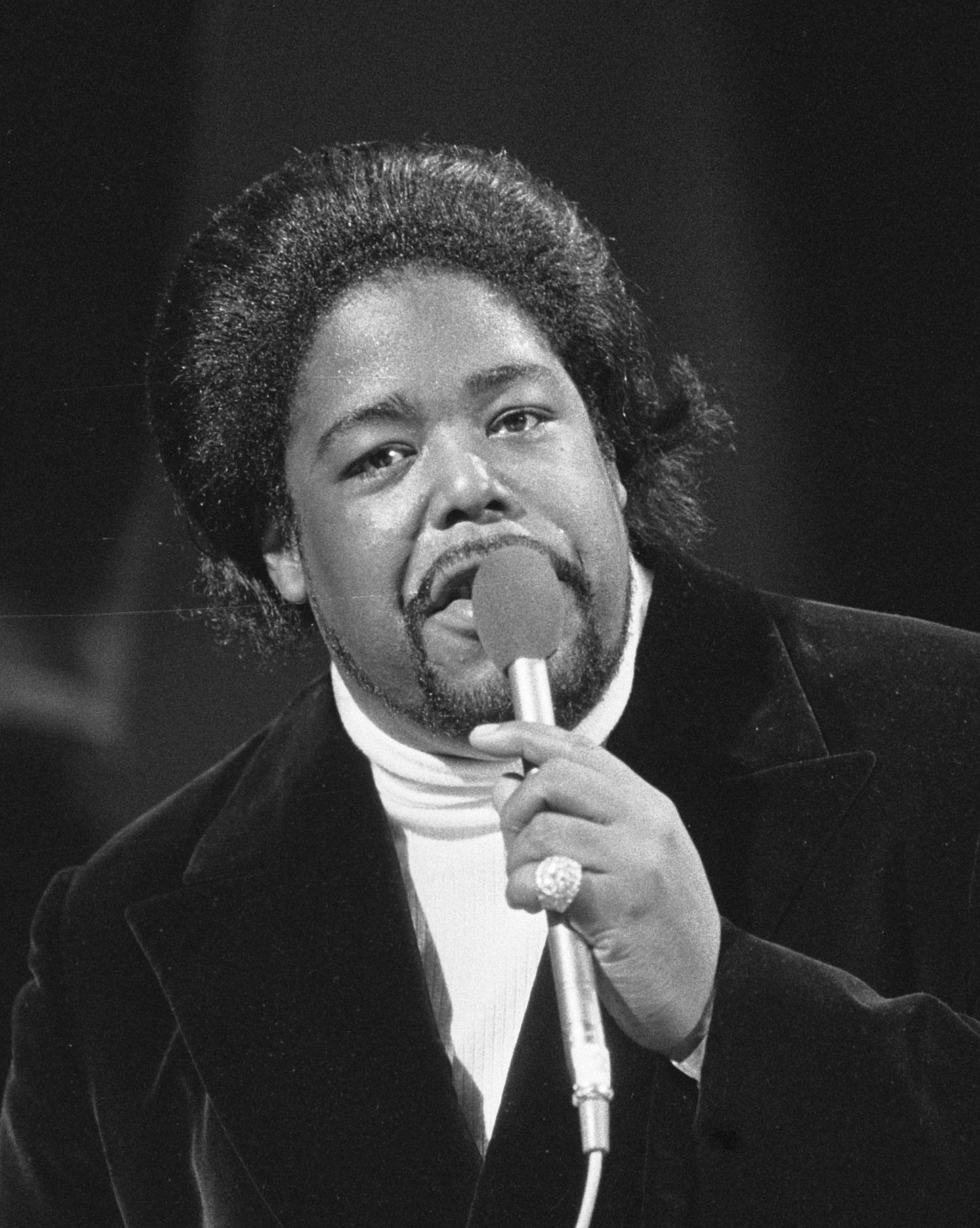
Barry White (* 1944)

- 1944: Barry White, US-amerikanischer Soulsänger und -produzent
- 1945: Maria Aitken, irische Filmschauspielerin und Drehbuchautorin
- 1945: Lewis Baltz, US-amerikanischer Fotograf
- 1945: Norbert Berger, deutscher Sänger (Cindy & Bert)
- 1945: David Garrick, britischer Opern- und Popsänger
- 1945: Milo Manara, italienischer Comiczeichner
- 1945: Richard Thaler, US-amerikanischer Wirtschaftswissenschaftler
- 1946: Siegfried Augustin, österreichischer Ingenieur
- 1946: Reinhard Lauck, deutscher Fußballspieler
- 1946: Jörg Schweinsteiger, deutscher Brigadegeneral
- 1947: Jacques-Édouard Alexis, Premierminister von Haiti
- 1947: Jean-Claude Lagniez, französischer Autorennfahrer und Rennstallbesitzer
- 1948: Enikő Buzási, ungarische Kunsthistorikerin
- 1948: Richard Down, britischer Autorennfahrer
- 1948: Jean-Louis Schlesser, französischer Rallyefahrer
- 1948: Steve Turre, US-amerikanischer Jazz-Musiker
- 1949: Charles Burlingame, US-amerikanischer Pilot
- 1949: Irina Konstantinowna Rodnina, russische Eiskunstläuferin
- 1950: Gustav Brunner, österreichischer Formel-1-Konstrukteur
- 1950: Robert J. Hodrick, US-amerikanischer Ökonom

#### 1951–1975

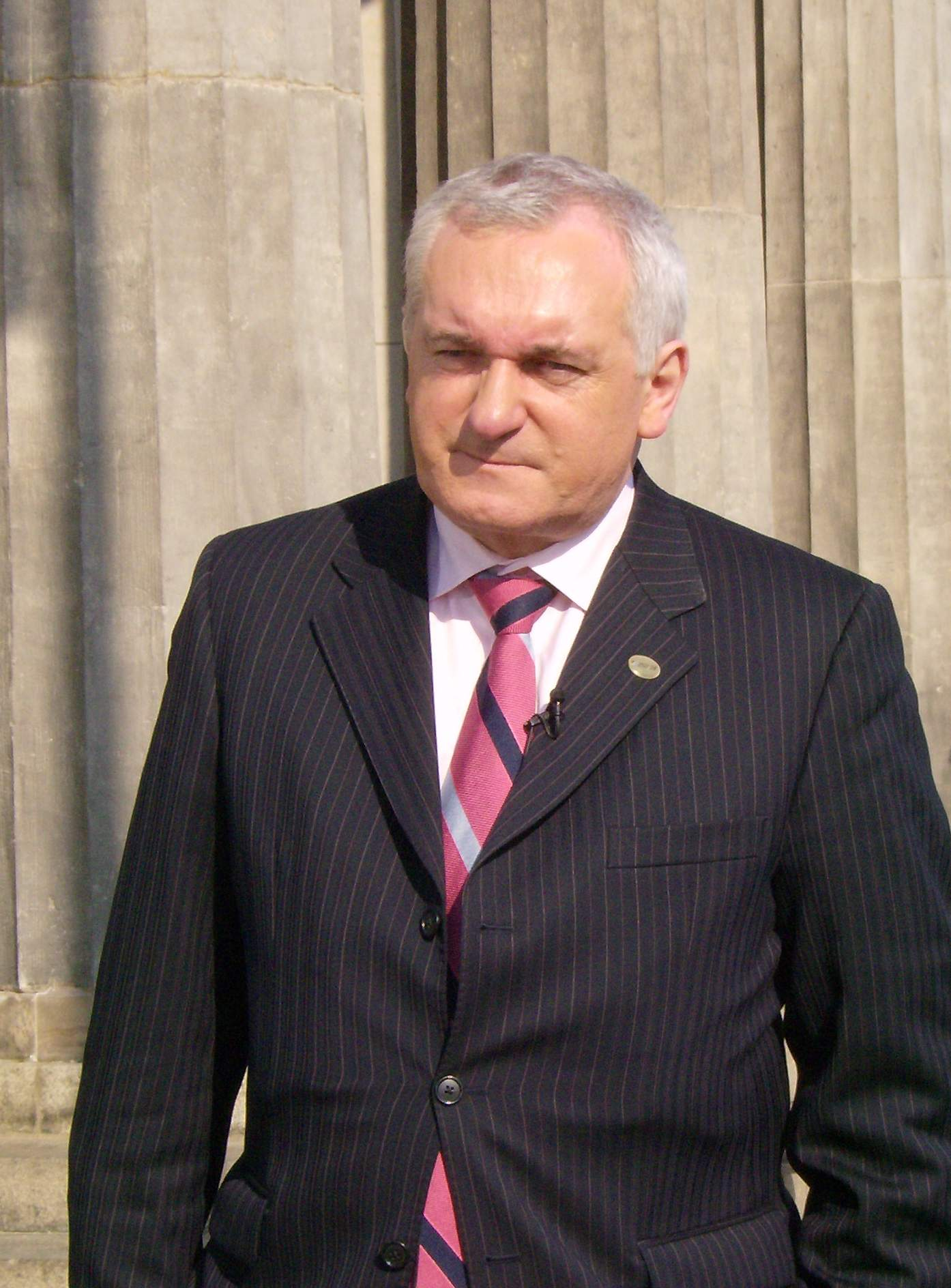
Bertie Ahern (* 1951)
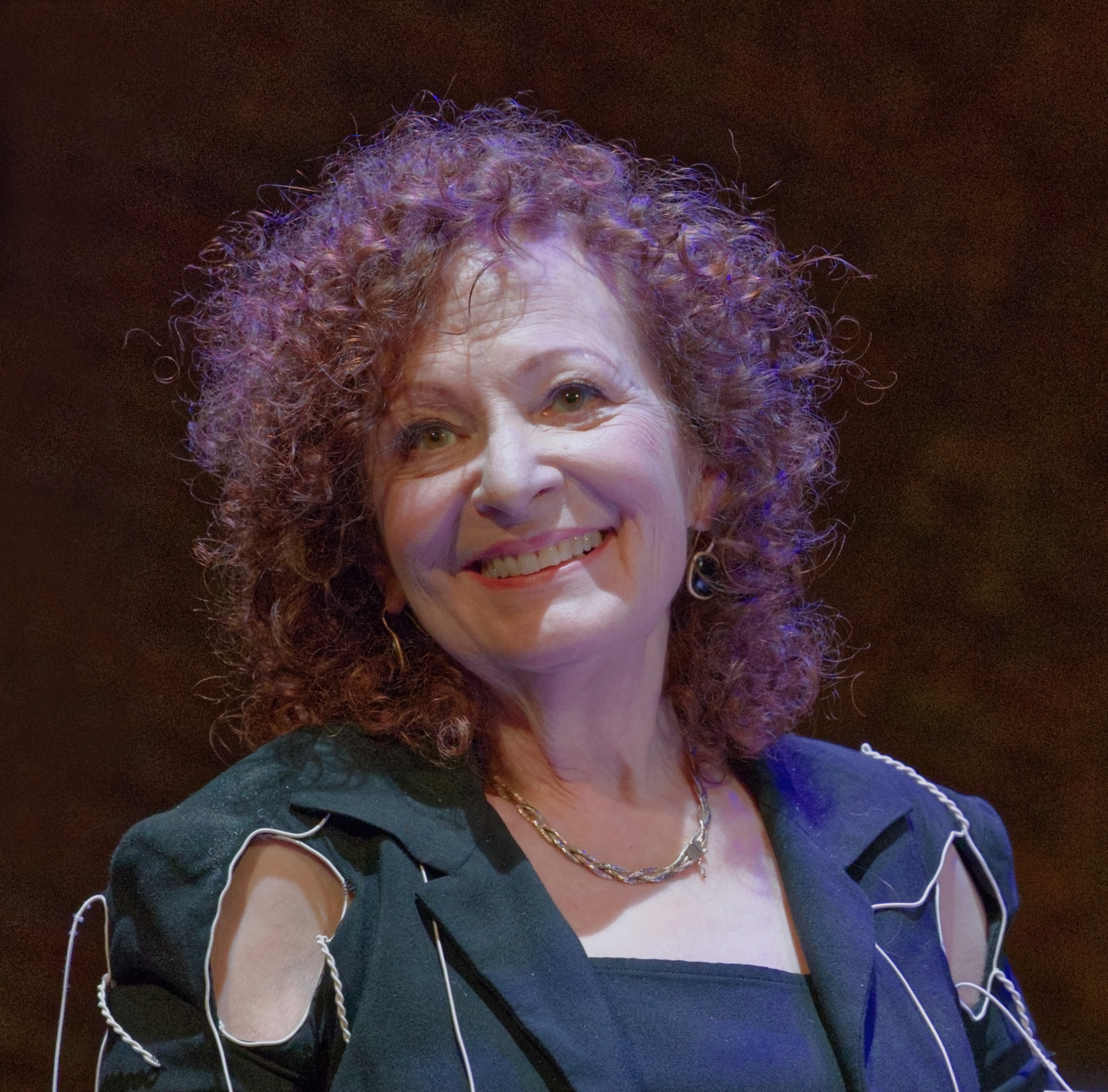
Nan Goldin  (* 1953)
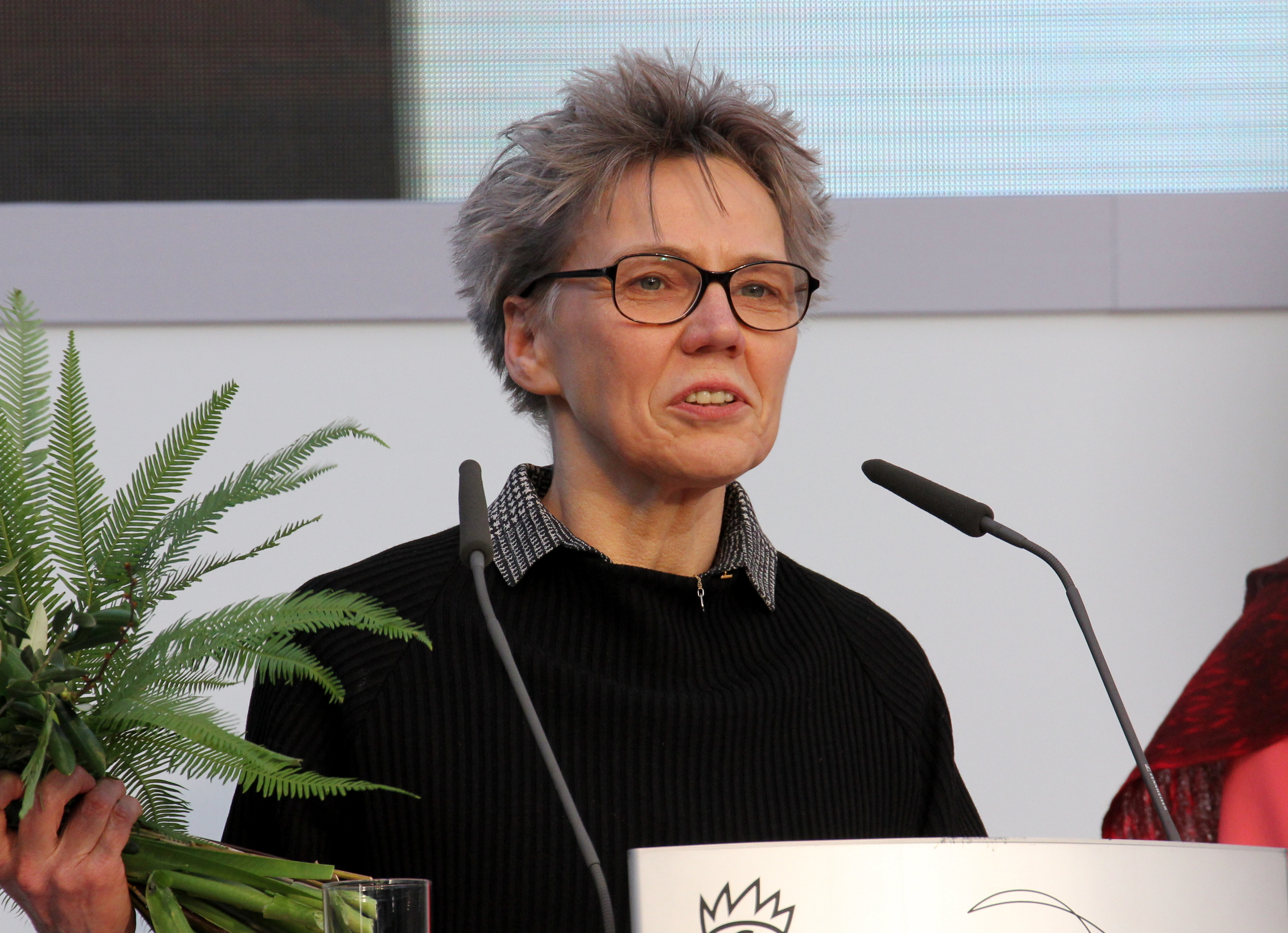
Esther Kinsky (* 1956)
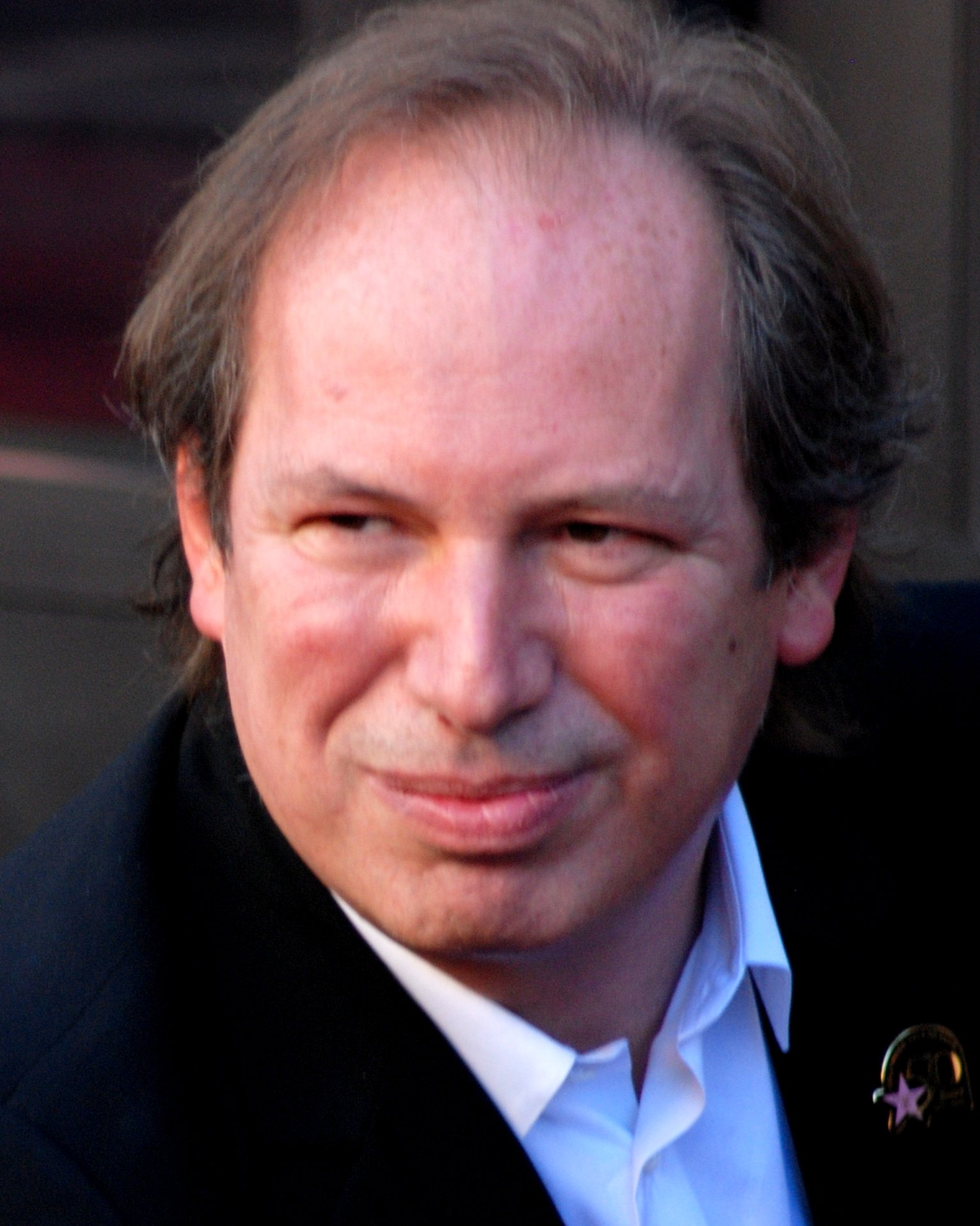
Hans Zimmer (* 1957)

- 1951: Bertie Ahern, irischer Wissenschaftler und Politiker, Ministerpräsident
- 1951: Barbara Angelsberger, Schweizer Politikerin
- 1951: Joe Pantoliano, US-amerikanischer Schauspieler
- 1952: Neil Peart, kanadischer Musiker (Rush)
- 1952: Selimchan Abdumuslimowitsch Jandarbijew, kommissarischer Präsident Tschetscheniens
- 1953: Bernt Ivar Eidsvig, norwegischer Theologe, katholischer Bischof von Oslo
- 1953: Nan Goldin, US-amerikanische Fotografin
- 1953: Terry Porter, US-amerikanische Skilangläuferin
- 1953: Beatrice Primus, deutsche Linguistin
- 1954: Jocelyne Béroard, französische Zouk-Sängerin
- 1954: Robert Gober, US-amerikanischer Künstler
- 1954: Scott Hamilton, US-amerikanischer Jazz-Tenorsaxophonist
- 1955: Peter Scolari, US-amerikanischer Schauspieler
- 1956: Leslie Cheung, chinesischer Schauspieler
- 1956: Sam Brownback, US-amerikanischer Politiker
- 1956: Esther Kinsky, deutsche Schriftstellerin und Übersetzerin
- 1957: Dorothee Dzwonnek, deutsche Verwaltungsjuristin, Generalsekretärin der Deutschen Forschungsgemeinschaft
- 1957: Hans Zimmer, deutscher Komponist
- 1958: Kim Fupz Aakeson, dänischer Schriftsteller, Illustrator, Comicautor und Drehbuchautor
- 1958: Alexander Wassiljewitsch Schirow, russischer Skirennläufer
- 1959: Scott Brown, US-amerikanischer Politiker
- 1959: Deron Cherry, US-amerikanischer American-Football-Spieler
- 1959: Sigmar Gabriel, deutscher Politiker, Ministerpräsident von Niedersachsen, SPD-Parteivorsitzender, Vizekanzler, mehrfacher Bundesminister
- 1960: Marie-Agnès Annequin-Plantagenet, französische Fußballspielerin
- 1960: Frank Wormuth, deutscher Fußballspieler und trainer

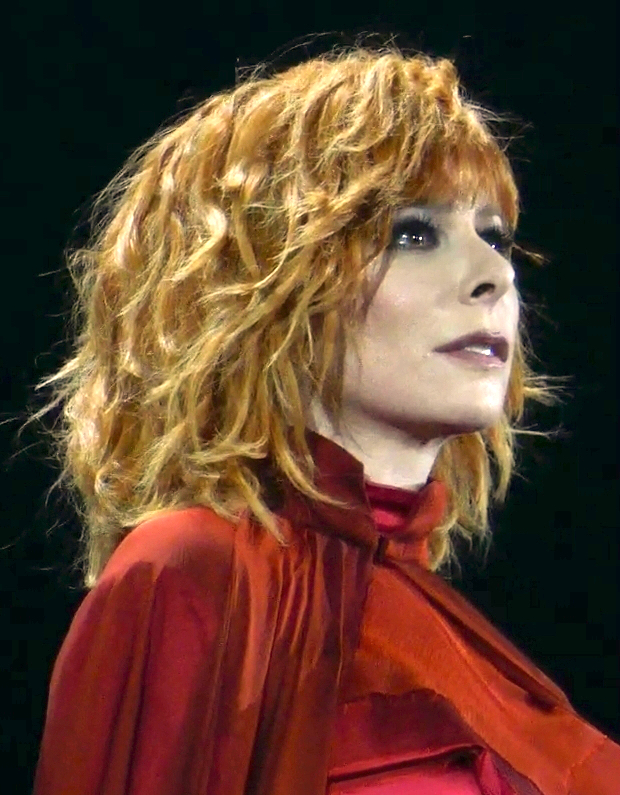
Mylène Farmer (* 1961)
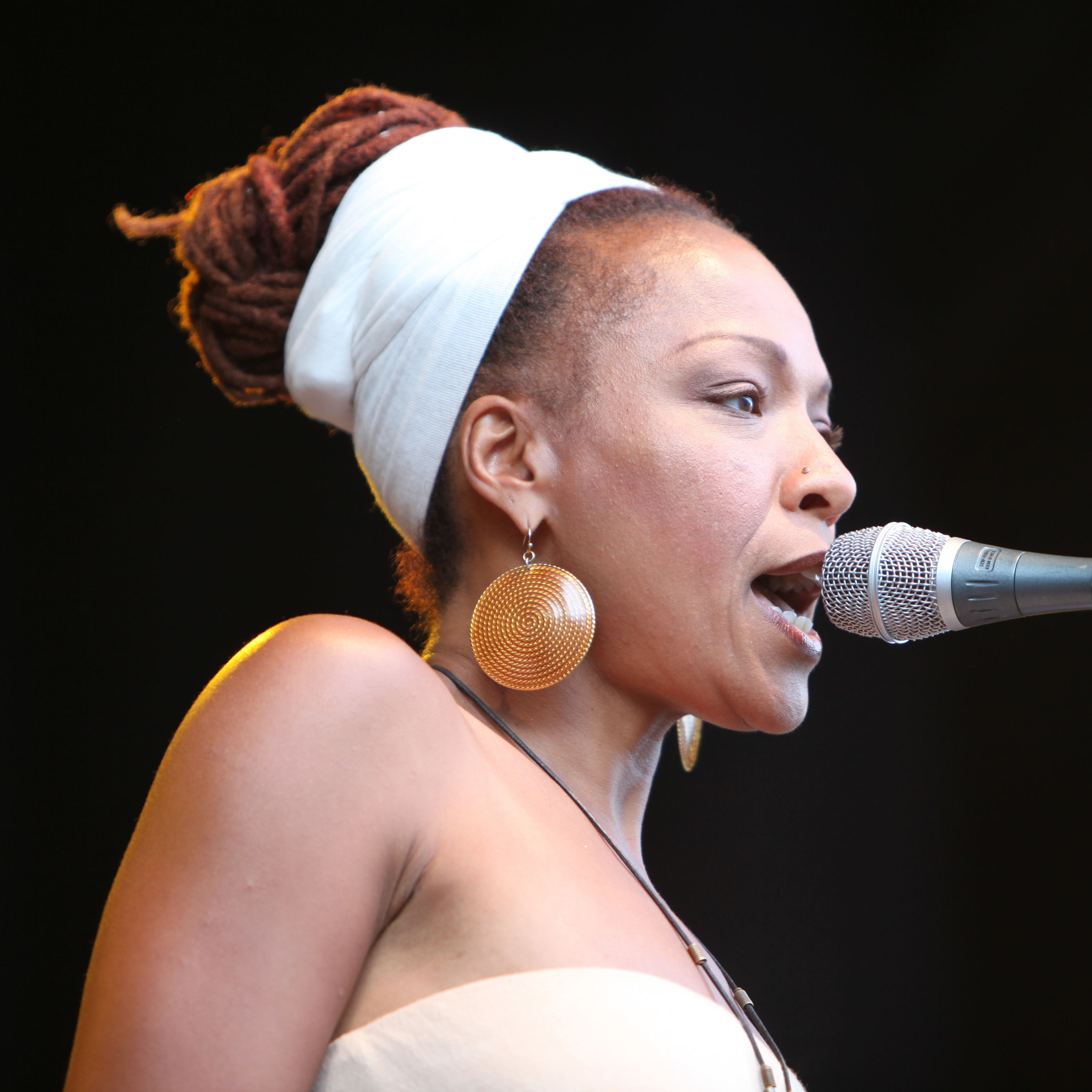
Lisa Simone (* 1962)
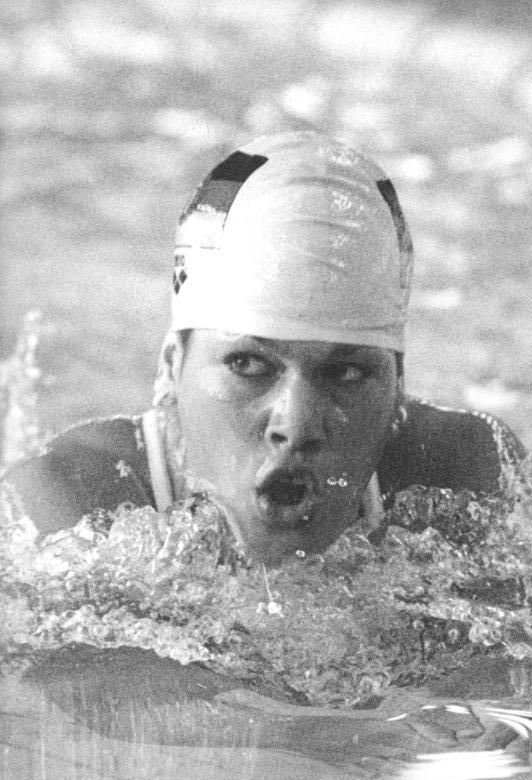
Silke Hörner (* 1965)
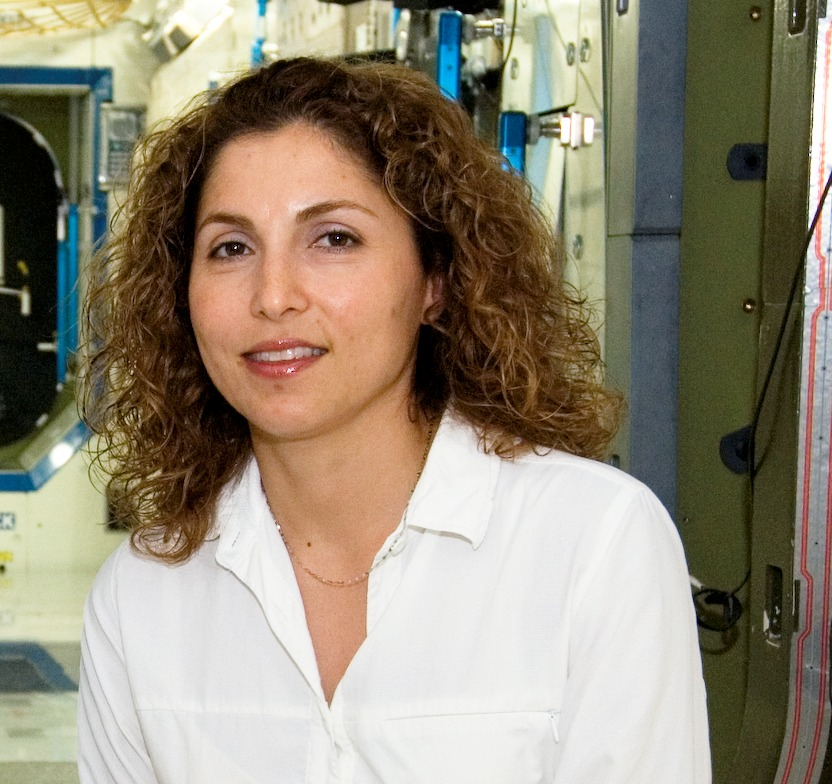
Anousheh Ansari (* 1966)
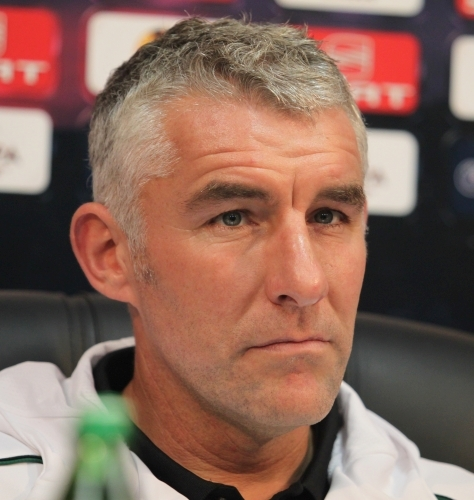
Mirko Slomka (* 1967)
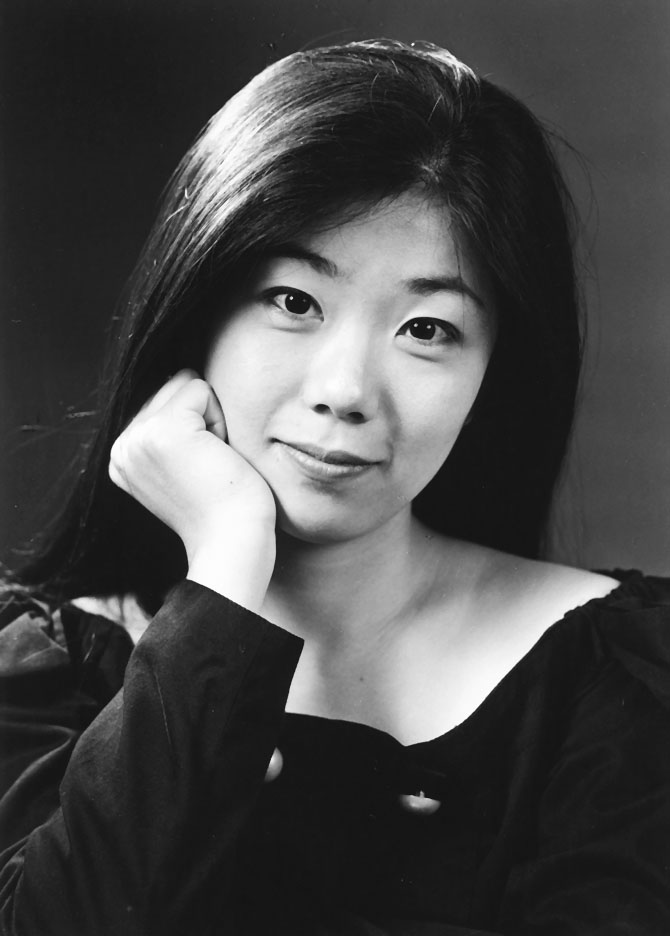
Aya Yoshida (* 1971)

- 1961: Ana-Maria Avram, rumänische Komponistin und Pianistin
- 1961: Mylène Farmer, franko-kanadische Popsängerin
- 1961: Christiane Jolissaint, Schweizer Tennisspielerin
- 1961: Pierluigi Tami, Schweizer Fußballtrainer
- 1962: Mary Kay Adams, US-amerikanische Film- und Theaterschauspielerin
- 1962: Dino Merlin, bosnischer Sänger und Produzent
- 1962: Lisa Simone, US-amerikanische Schauspielerin
- 1963: Michael Anderheiden, deutscher Staatsrechtslehrer
- 1963: Markus Paßlick, deutscher Musiker und Autor
- 1964: Greg Gutfeld, US-amerikanischer Journalist, Fernsehmoderator und Satiriker
- 1964: Dieter Hecking, deutscher Fußballspieler und -trainer
- 1965: Daniel André, mauritischer Leichtathlet
- 1965: Silke Hörner, deutsche Schwimmerin
- 1965: Oliver Kalkofe, deutscher Komiker, Kolumnist und Schauspieler
- 1965: Susanne-Marie Wrage, deutsche Schauspielerin und Regisseurin
- 1966: Anousheh Ansari, US-amerikanisch-iranische Multimillionärin, erste Weltraumtouristin
- 1966: Ben Folds, US-amerikanischer Sänger und Pianist
- 1966: Ralf Bauer, deutscher Schauspieler und Moderator
- 1967: Bart Schouten, niederländischer Eisschnelllauftrainer
- 1967: Mirko Slomka, deutscher Fußballspieler und -trainer
- 1968: Ler LaLonde, US-amerikanischer Musiker
- 1968: Nicholas Russell, 6. Earl Russell, britischer Peer und Politiker
- 1969: James Frey, US-amerikanischer Schriftsteller
- 1969: Mika Myllylä, finnischer Skilangläufer
- 1971: Chandra Sturrup, bahamaische Leichtathletin, Olympiasiegerin
- 1971: Oscar Camenzind, Schweizer Radrennfahrer
- 1971: Younes El Aynaoui, marokkanischer Tennisspieler
- 1971: Aya Yoshida, japanische Organistin und Kirchenmusikerin
- 1972: Anders Aukland, norwegischer Skilangläufer
- 1973: Dirk Ahner, deutscher Drehbuchautor
- 1973: Darren Campbell, britischer Leichtathlet
- 1973: Martina Ertl, deutsche Skirennläuferin
- 1973: Paul Walker, US-amerikanischer Schauspieler
- 1973: Zhao Hongbo, chinesischer Eiskunstläufer
- 1974: Emebet Abossa, äthiopische Marathonläuferin
- 1974: Nuno Valente, portugiesischer Fußballspieler
- 1975: Evanilson, brasilianischer Fußballspieler
- 1975: Luis Castillo, dominikanischer Baseballspieler

#### 1976–2000
- 1976: Jolanda Čeplak, slowenische Leichtathletin
- 1976: Bizzy Bone, US-amerikanischer Rapper
- 1976: Maciej Żurawski, polnischer Fußballspieler
- 1977: 2 Chainz, US-amerikanischer Rapper

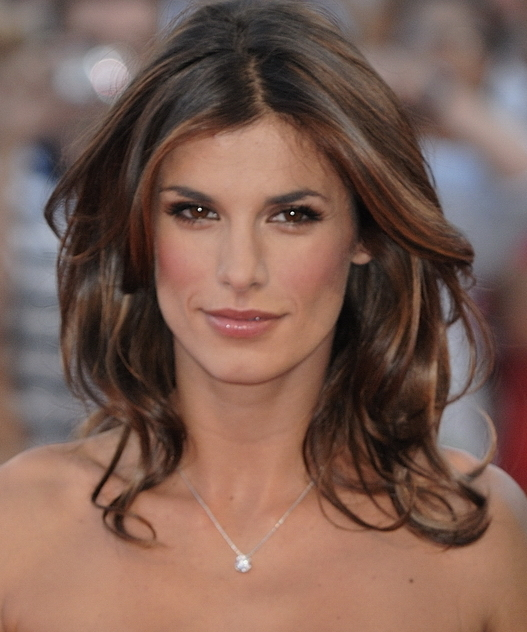
Elisabetta Canalis (* 1978)

- 1978: Elisabetta Canalis, italienisches Model und Schauspielerin
- 1978: Felix Hellmann, deutscher Schauspieler
- 1978: Benjamin McKenzie, US-amerikanischer Schauspieler
- 1978: Sebastián Porto, argentinischer Motorradrennfahrer
- 1979: Matthias Dollinger, österreichischer Fußballspieler
- 1979: Florian Schroeder, deutscher Kabarettist
- 1980: Josef Vašíček, tschechischer Eishockeyspieler
- 1980: Roda Antar, libanesischer Fußballspieler
- 1980: Yao Ming, chinesischer Basketballspieler
- 1980: Christina Zerbe, deutsche Fußballspielerin
- 1981: Ada Dorian, deutsche Schriftstellerin
- 1981: Jennifer Hudson, US-amerikanische Sängerin und Schauspielerin
- 1982: Matthias Müller, Schweizer Orientierungsläufer
- 1983: Tom Geißler, deutscher Fußballspieler
- 1984: Nasch'at Akram, irakischer Fußballspieler
- 1984: Petra Marklund, schwedische Sängerin
- 1985: Jamie Cope, englischer Snooker-Profispieler
- 1985: Champian Fulton, US-amerikanische Jazzsängerin und -pianistin
- 1985: Sascha Klein, deutscher Wasserspringer
- 1985: Domenico Tedesco, italienisch-deutscher Fußballtrainer

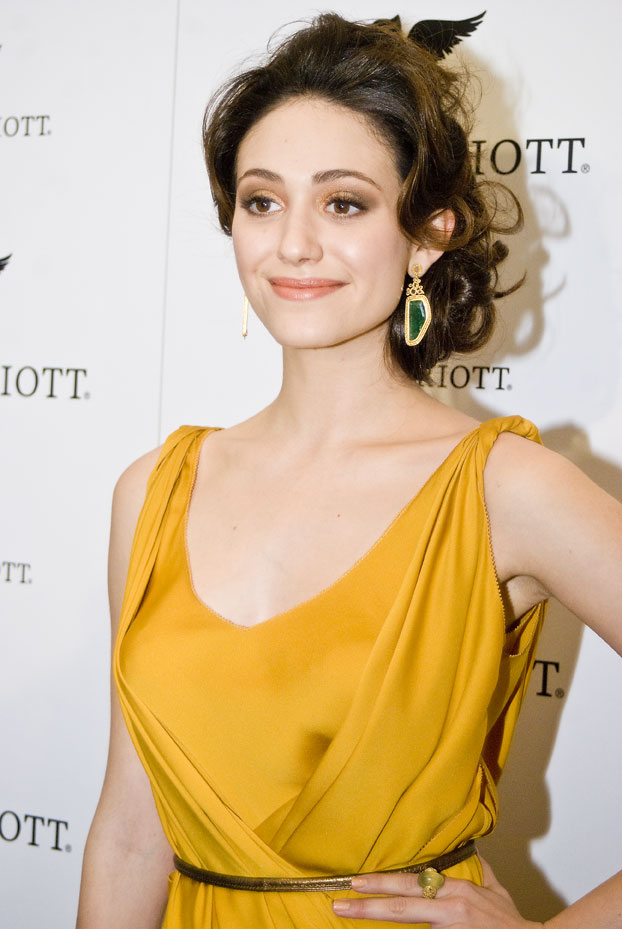
Emmy Rossum (* 1986)

- 1986: Emmy Rossum, US-amerikanische Sängerin und Schauspielerin
- 1986: Shannon Chandler, US-amerikanische Schauspielerin
- 1987: Kelvin Snoeks, niederländischer Rennfahrer
- 1988: Henning Quade, deutscher Handballspieler
- 1990: Yūji Kunimoto, japanischer Rennfahrer
- 1990: Holly Lam-Moores, britische Handballspielerin
- 1991: Thomas Meunier, belgischer Fußballspieler
- 1991: Kevin Rodrigues Pires, deutsch-portugiesischer Fußballspieler
- 1992: Ole Schemion, deutscher Pokerspieler
- 1992: Johannes Strolz, österreichischer Skirennläufer
- 1993: Kelsea Ballerini, US-amerikanische Country-Sängerin
- 1993: Jakob Busk, dänischer Fußballspieler

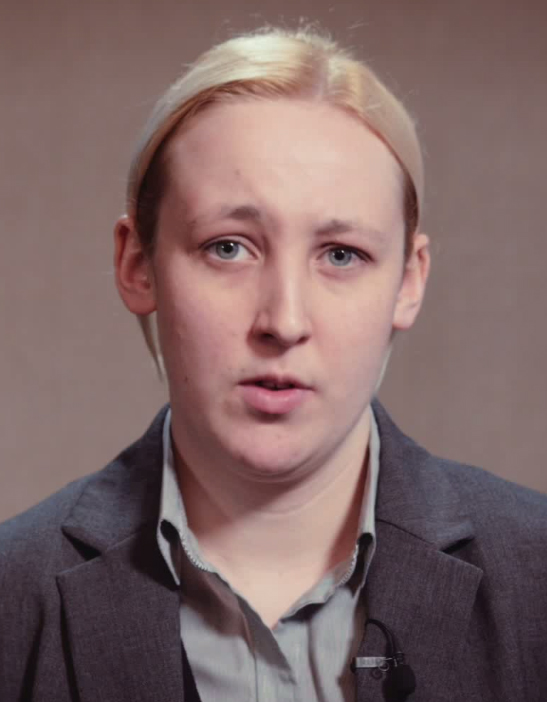
Mhairi Black (* 1994)

- 1994: Mhairi Black, schottische Politikerin
- 1994: Simone Consonni, italienischer Radrennfahrer
- 1994: Gideon Jung, deutscher Fußballspieler
- 1994: RM, südkoreanischer Rapper, Sänger, Songwriter, Komponist und Produzent
- 1994: Elina Switolina, ukrainische Tennisspielerin
- 1995: Leonie Tepe, deutsche Schauspielerin
- 1995: Benjamin Thomas, französischer Radrennfahrer
- 1996: Tyler Boland, kanadischer Eishockeyspieler
- 1996: Colin Ford, US-amerikanischer Schauspieler
- 1997: Sophia Schneider, deutsche Biathletin
- 1997: Sydney Sweeney, US-amerikanische Schauspielerin
- 1998: Johannes Hallervorden, deutscher Schauspieler
- 1999: Jerome Ford,  US-amerikanischer American-Football-Spieler
- 1999: Nele Trebs, deutsche Schauspielerin
- 2000: Wladislaw Mylnikow, russischer Fechter

### 21. Jahrhundert
- 2006: Maximilian Maeder, singapurisch-schweizerischer Kitesurfer

## Gestorben

### Vor dem 17. Jahrhundert

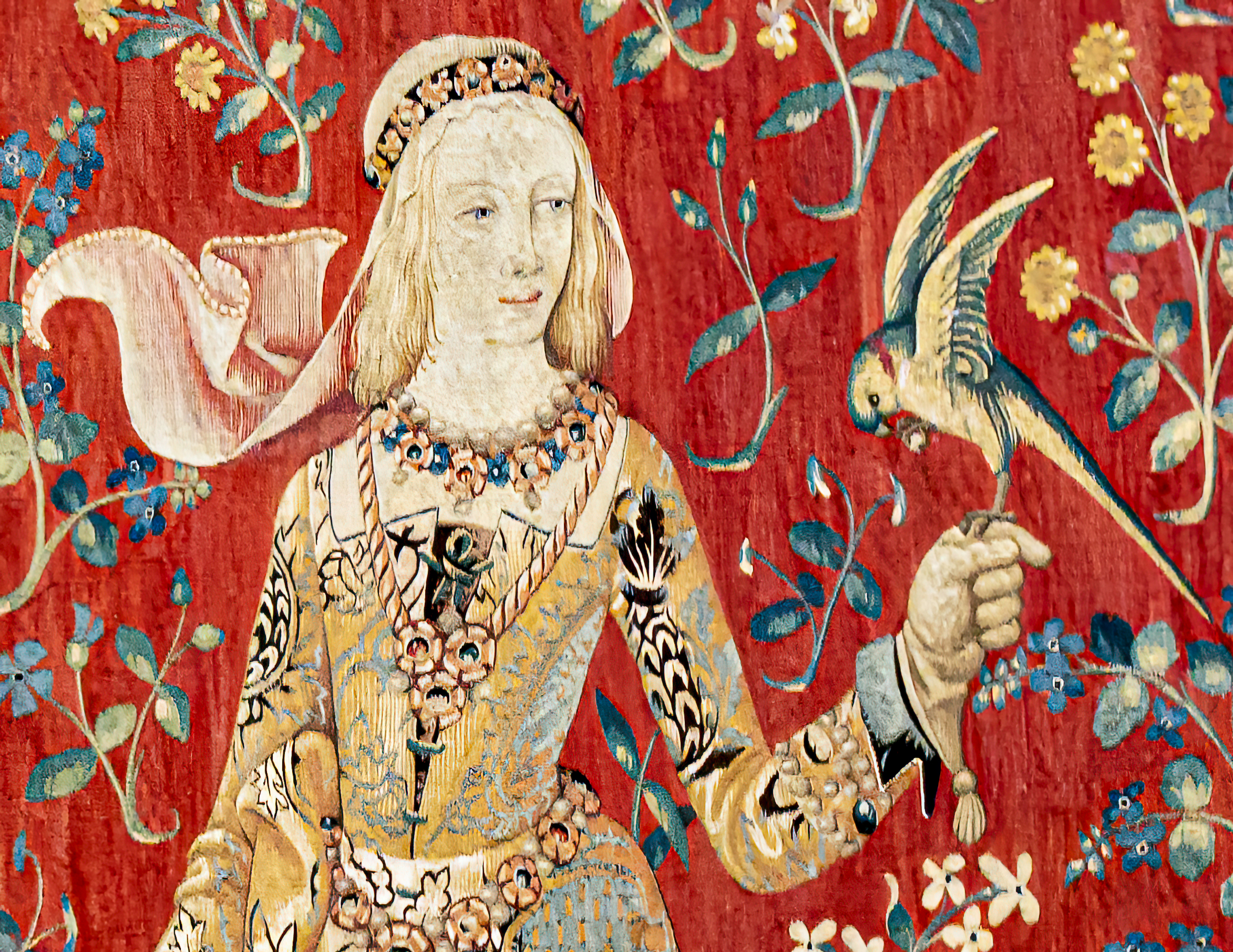
Blanche of Lancaster († 1368)

- 0346: Maximin von Trier, Bischof von Trier
- 0839: Gerfried, Bischof von Münster
- 0912: Wiching, erster Bischof von Mitra, später Bischof von Passau
- 1012: Guido von Anderlecht, flämischer Küster und Pilger; katholischer Heiliger
- 1015: Lambert I., Graf von Löwen
- 1185: Andronikos I., byzantinischer Kaiser
- 1213: Peter II., König von Aragonien
- 1229: Wilhelm II., Vizegraf von Béarn
- 1234: Heinrich II. von Saarbrücken, Bischof von Worms
- 1258: Tesauro dei Beccheria, italienischer Adeliger, Generalabt der Vallombrosaner
- 1263: Mindaugas, Großfürst und König von Litauen
- 1306: Heinrich II. von Klingenberg, Bischof von Konstanz
- 1362: Innozenz VI., Papst
- 1368: Blanche of Lancaster, Herzogin von Lancaster
- 1383: Mechthild von dem Berge, Äbtissin im Stift Freckenhorst
- 1414: Friedrich von Perneck, Bischof von Seckau
- 1416: Wenzel Gerard von Burenitz, Patriarch von Antiochia
- 1427: Bertold von Bückelsburg, Bischof von Brixen
- 1500: Albrecht III., der Beherzte, Herzog von Sachsen
- 1528: Antoniotto Adorno, Doge der Republik Genua
- 1541: Peter Breuer, sächsischer Bildhauer und Bildschnitzer

### 17./18. Jahrhundert
- 1601: Meletios I. Pegas, Patriarch von Alexandria
- 1602: Andreas von Rauchbar, deutscher Rechtsgelehrter
- 1612: Wassili IV., russischer Zar von 1606 bis 1610
- 1634: Johann Philipp Abelin, deutscher Chronist und Übersetzer
- 1642: Henri Coiffier de Ruzé, Marquis de Cinq-Mars, französischer Höfling
- 1651: William Hamilton, 2. Duke of Hamilton, schottischer Adeliger
- 1652: Franz Ico von Frydag, deutscher Offizier und Diplomat
- 1652: Johann von Werth, Reitergeneral im Dreißigjährigen Krieg
- 1657: Anton Köhler, Lübecker Bürgermeister

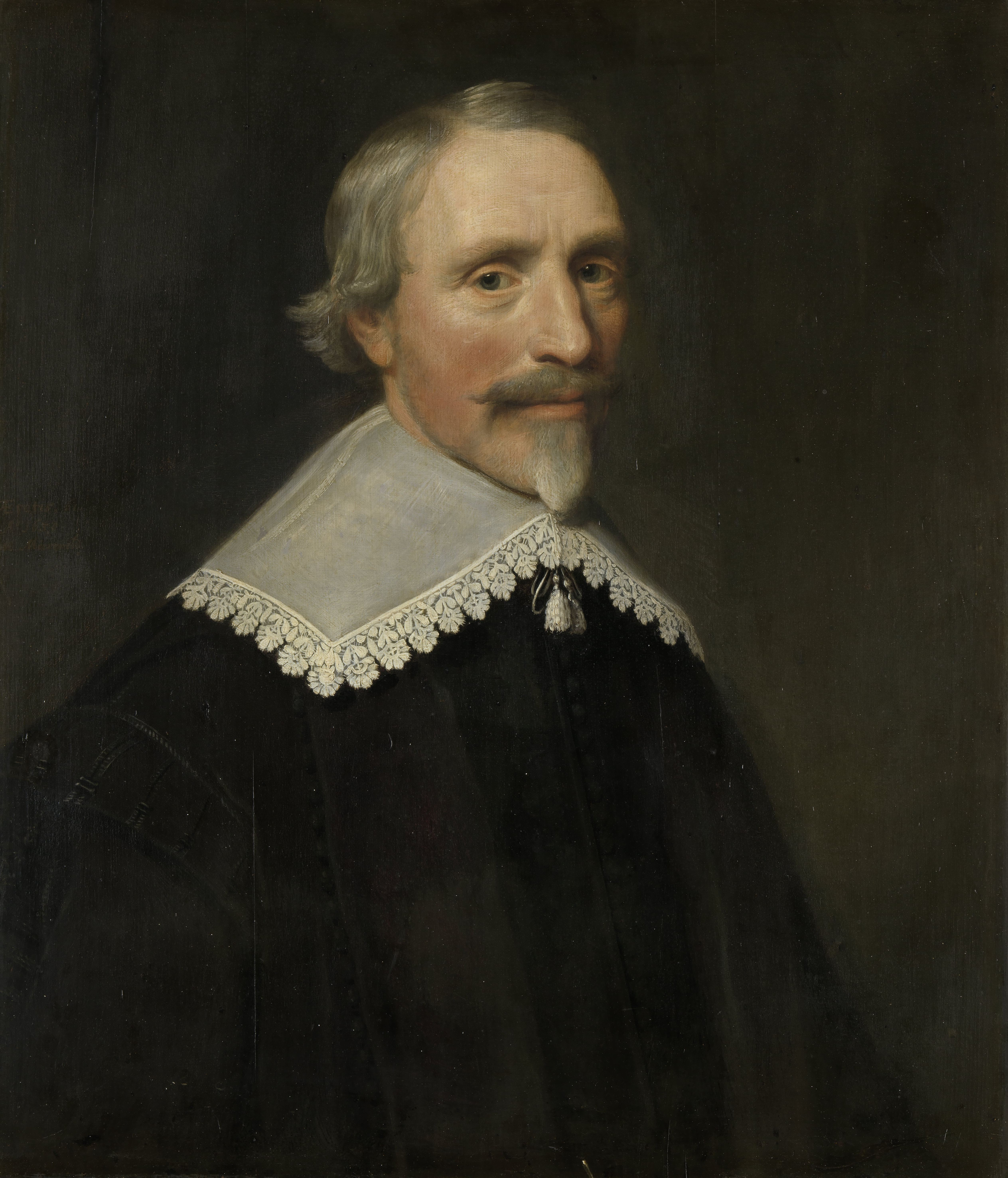
Jacob Cats († 1660)

- 1660: Jacob Cats, niederländischer Dichter und Politiker
- 1673: Erasmus Schindler, deutscher Unternehmer
- 1674: Nicolaes Tulp, niederländischer Chirurg
- 1680: Per Brahe der Jüngere, schwedischer Staatsmann
- 1680: Martin Geier, deutscher lutherischer Theologe
- 1683: Alfons VI., König von Portugal
- 1684: Johann Rosenmüller, deutscher Komponist
- 1690: Philipp Wilhelm, Herzog von Pfalz-Neuburg und Jülich-Berg, Kurfürst der Pfalz
- 1706: Eugenio Casparini, deutscher Orgelbauer
- 1725: Martin Chladni, ungarischer lutherischer Theologe
- 1727: Henrich Mencke, westfälischer Orgelbauer
- 1732: Jean Philippe Eugène de Merode-Westerloo, deutscher Reichsgraf und Offizier
- 1736: David Oppenheimer, Oberrabbiner von Prag, Landesrabbiner von Mähren und Böhmen und jüdischer Schriftgelehrter
- 1739: Cesare Antonio Canavese, italienischer Bildhauer und Stuckateur

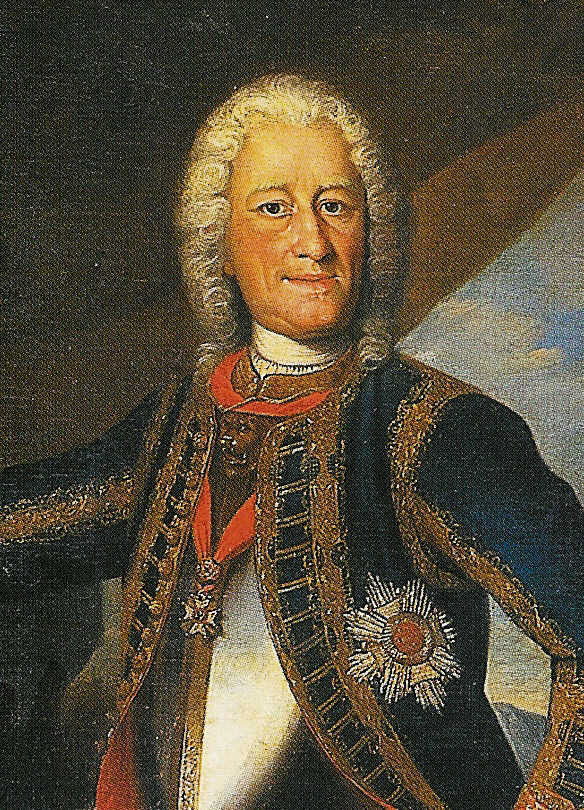
Ernst Ludwig († 1739)

- 1739: Ernst Ludwig, Landgraf von Hessen-Darmstadt
- 1739: Reinhard Keiser, deutscher Komponist und Opernproduzent
- 1744: Friedrich Wilhelm von Brandenburg-Schwedt, preußischer Offizier
- 1758: Melchior Buchner, deutscher Maler und Stuckateur
- 1759: Karl Anton August, Prinz von Schleswig-Holstein-Sonderburg-Beck
- 1761: Andreas Florens Rivinus, deutscher Rechtswissenschaftler
- 1763: Johann Joseph Couven, deutscher Architekt und Baumeister des Barock
- 1764: Jean-Philippe Rameau, französischer Komponist und Theoretiker
- 1765: Johannes Ernst, Schweizer evangelischer Geistlicher
- 1787: Johann Daniel Busch, deutscher Orgelbauer

### 19. Jahrhundert

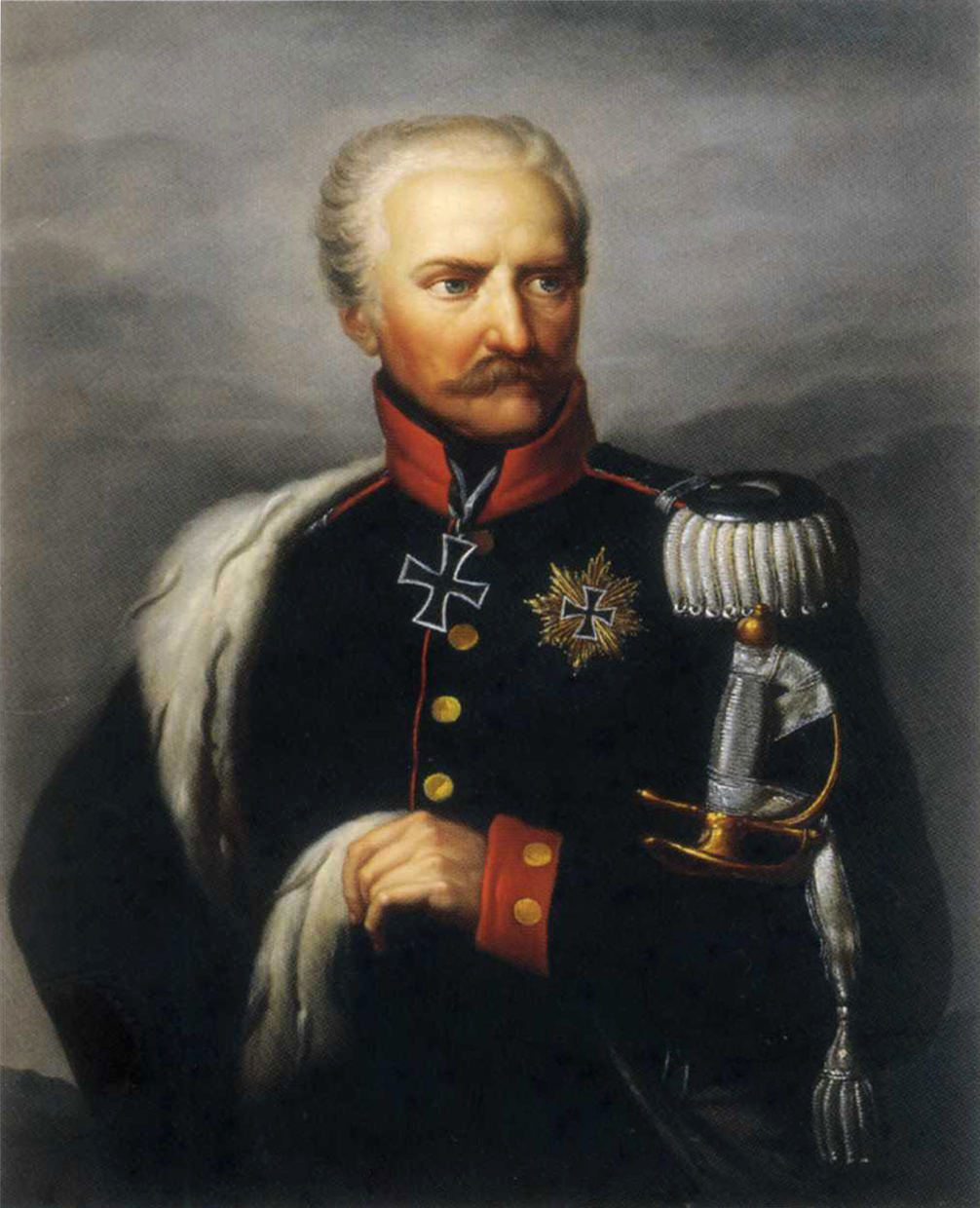
Gebhard Leberecht von Blücher († 1819)

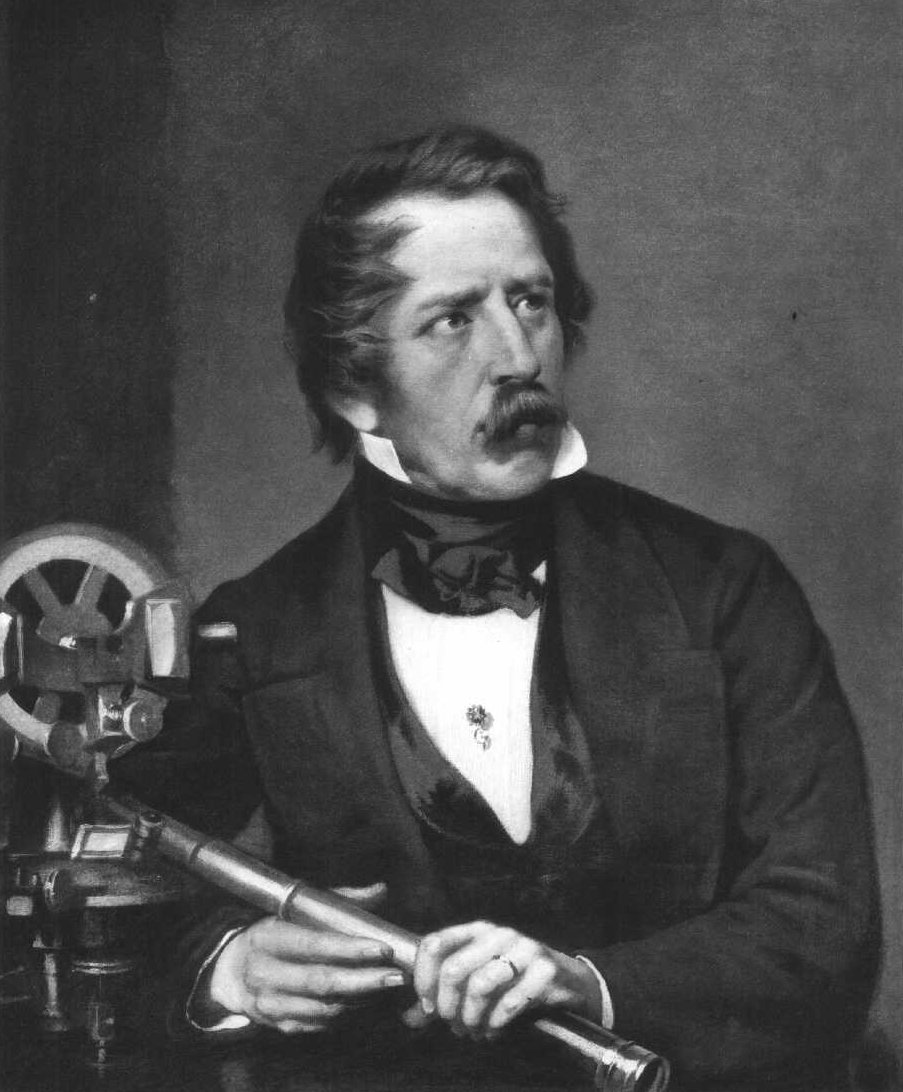
Carl August von Steinheil († 1870)

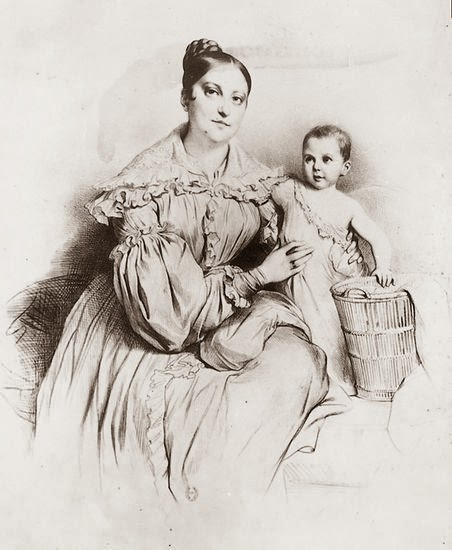
Élisa Schlésinger mit ihrer Tochter († 1888)

- 1813: Edmund Randolph, Gouverneur von Virginia, US-Außenminister, erster US-Generalstaatsanwalt
- 1819: Gebhard Leberecht von Blücher, preußischer Generalfeldmarschall
- 1819: Georg Joseph Gruber, deutscher Kaufmann, Gastwirt und Politiker
- 1823: Samuel Friedrich Lüthardt, Schweizer Politiker und Jurist
- 1829: Gustave Dugazon, französischer Komponist
- 1829: Juan Ignacio Molina, chilenischer Priester und Naturforscher
- 1831: Jippensha Ikku, japanischer Schriftsteller
- 1836: Christian Dietrich Grabbe, deutscher Dramatiker
- 1839: Paul Julius Arter, schweizerischer Zeichner und Radierer
- 1841: Jean-Conrad Hottinguer, Schweizer und später französischer Bankier, Unternehmer und Politiker
- 1853: Carl Barth, deutscher Zeichner und Kupferstecher
- 1855: Johann von Charpentier, deutsch-schweizerischer Geologe und Gletscherforscher
- 1856: Emil Braun, deutscher Archäologe
- 1860: William Walker, US-amerikanischer Söldner und Abenteurer
- 1869: Peter Mark Roget, englischer Arzt und Lexikograph
- 1870: Carl August von Steinheil, deutscher Physiker, Astronom, Optiker und Unternehmer
- 1876: Anastasius Grün, österreichischer Dichter und Politiker
- 1877: Julius Rietz, deutscher Dirigent, Kompositionslehrer und Komponist
- 1880: Bushrod Rust Johnson, Offizier der U.S. Army, Generalmajor im konföderierten Heer
- 1888ː Élisa Schlésinger, Gattin des Verlegers Maurice Schlésinger und große Liebe des Schriftstellers Gustave Flaubert
- 1889: Numa Denis Fustel de Coulanges, französischer Historiker
- 1893ː Christine Hebbel, deutsche Theaterschauspielerin
- 1896: Frieda von Lipperheide, deutsche Redakteurin, Herausgeberin, Modezeichnerin, Schriftstellerin, Sammlerin, Mäzenin, Salonnière und eine Pionierin kostümkundlicher Forschung
- 1897: Alix Fournier, französischer Komponist
- 1897: Paul Yorck von Wartenburg, deutscher Jurist und Philosoph
- 1898: Edward Habich, deutscher Bierbrauer, Kunstsammler und Mäzen

### 20. Jahrhundert

#### 1901–1950

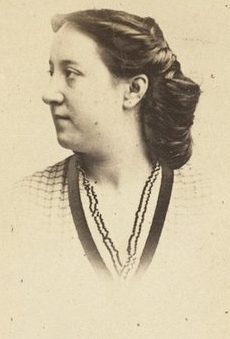
Marguerite Olagnier († 1906)

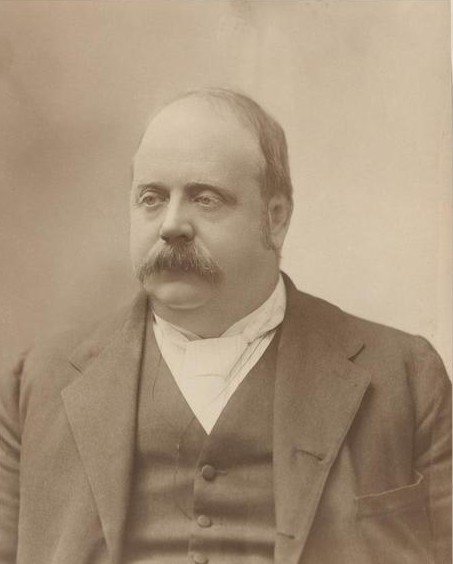
George Reid († 1918)

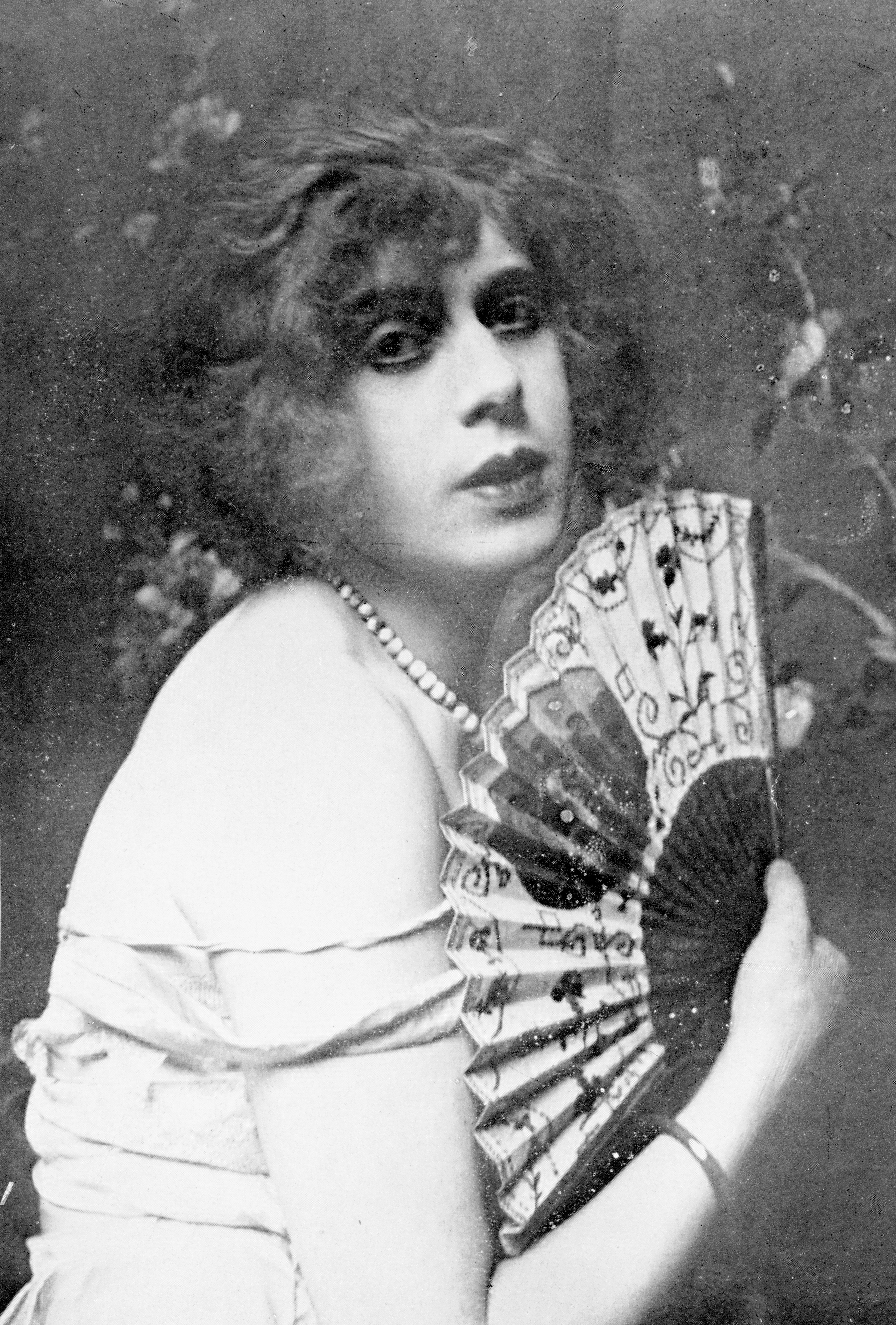
Lili Elbe († 1931)

- 1901ː Emilie Rettich, österreichische Sängerin (Koloratursopran) und Schauspielerin
- 1902: Charles B. Andrews, US-amerikanischer Politiker
- 1906: Marguerite Olagnier, französische Opernsängerin, Schriftstellerin und Komponistin
- 1912: Pierre-Hector Kardinal Coullié, französischer Geistlicher, Erzbischof von Lyon
- 1914: Salomon Haberland, deutscher Unternehmer
- 1917: Désiré André, französischer Mathematiker
- 1918: George Reid, australischer Politiker
- 1919: Leonid Nikolajewitsch Andrejew, russischer Schriftsteller
- 1920: Albert Trautmann, deutscher Apotheker, Heimatforscher und Schriftsteller
- 1921: Caesar Antoine, US-amerikanischer Politiker
- 1921: Carlo Maffeis, italienischer Motorradrennfahrer
- 1927: Walter Amelung, deutscher klassischer Archäologe
- 1929: Rainis, lettischer Dichter, Dramatiker, Redakteur und Politiker
- 1931: Lili Elbe, dänische Malerin und Transgender-Pionierin
- 1936: Hermann Hirt, deutscher Indogermanist
- 1937: Gérard Marinier, französischer Autorennfahrer
- 1944: Georg Agde, deutscher Chemiker
- 1945: Maximilian von der Asseburg-Neindorf, deutscher Rittergutsbesitzer, Verwaltungsbeamter und Parlamentarier
- 1949: Walter Buch, deutscher Offizier, Politiker und Parteifunktionär
- 1949: Harry T. Burleigh, US-amerikanischer Komponist

#### 1951–1975
- 1953: James Hamilton, 3. Duke of Abercorn, britischer Adliger und Politiker
- 1953: Hugo Schmeisser, deutscher Waffenkonstrukteur
- 1955: Frank Stokes, US-amerikanischer Blues-Gitarrist
- 1956: Hermann Ammann, deutscher Sprachwissenschaftler
- 1956: Hans Carossa, deutscher Lyriker und Autor

Marie Arning († 1957)

- 1957: Marie Arning, deutsche Politikerin
- 1958: Marcus Behmer, deutscher Schrift- und Buchkünstler, Illustrator, Grafiker und Maler
- 1959: Hans Bernoulli, Schweizer Architekt
- 1959: William C. Stadie, US-amerikanischer Mediziner
- 1960: Curt Goetz, deutscher Schriftsteller und Schauspieler
- 1961: Carl Hermann, deutscher Professor für Kristallographie
- 1961: Arthur Welti, Schweizer Radiopionier
- 1965: Matthias Pier, deutscher Chemiker
- 1966: Heinrich Stuhlfauth, deutscher Fußballspieler
- 1969: Robert Geritzmann, deutscher Politiker, MdB, Oberbürgermeister
- 1969: Hilger van Scherpenberg, Staatssekretär im Auswärtigen Amt
- 1971: Klaus Reisch, österreichischer Autorennfahrer
- 1973: Otto Nebel, deutscher Maler, Dichter und Schauspieler
- 1973: Johan Dankmeijer, niederländischer Anatom
- 1975: Joe Alexander, US-amerikanischer Arzt, American-Football-Spieler und -Trainer
- 1975: Gösta Andersson, schwedischer Ringer

#### 1976–2000

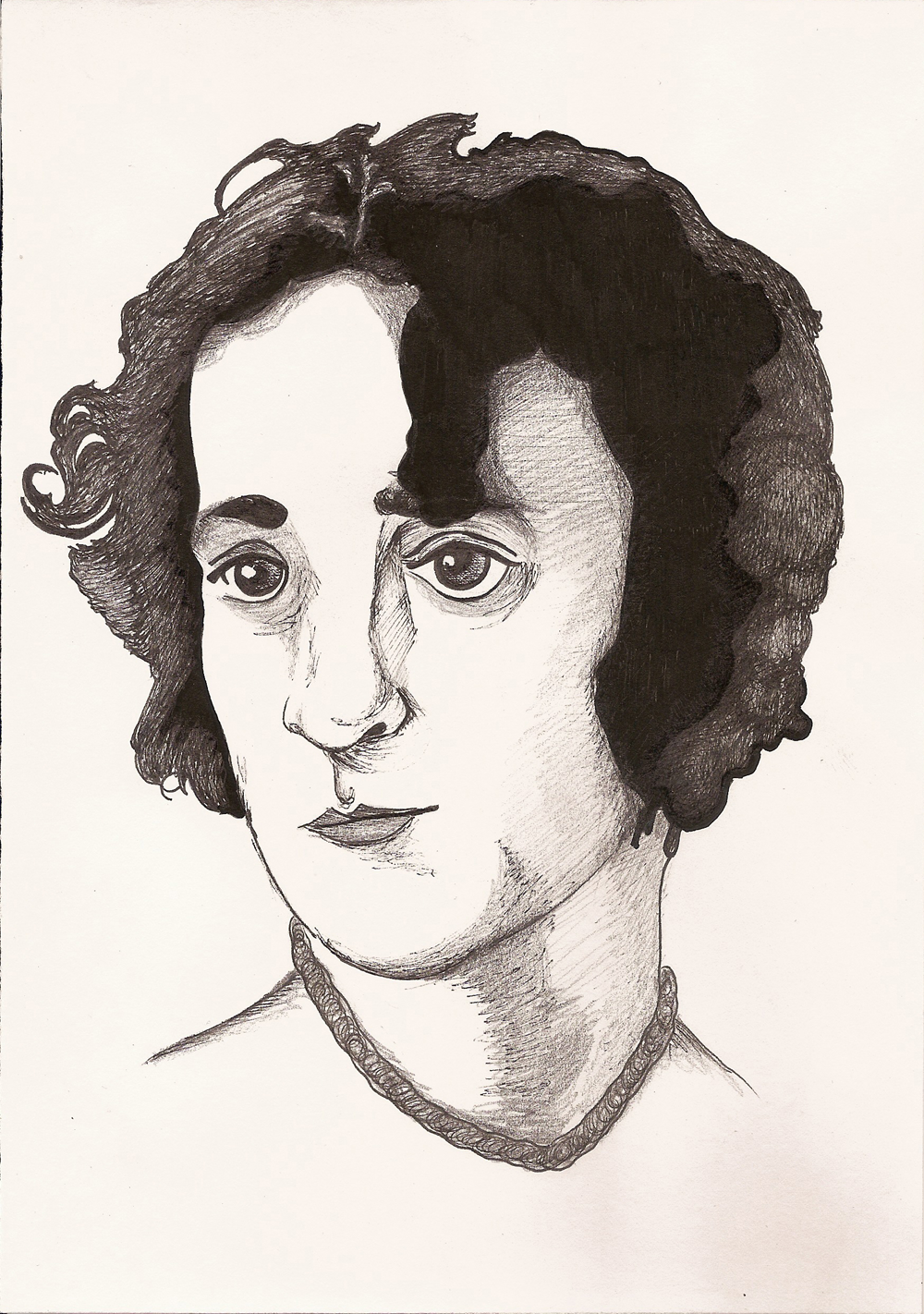
Lola Anglada († 1984)

- 1976: Werner Hassenpflug, deutscher Ministerialbeamter und Eisenbahner
- 1976: Hendrik Smits, niederländischer Steuermann im Rudern
- 1977: Steve Biko, südafrikanischer Bürgerrechtler
- 1977: Robert Lowell, amerikanischer Schriftsteller
- 1978: O. E. Hasse, deutscher Schauspieler, Regisseur und Synchronsprecher
- 1979: Agop Dilâçar, türkischer Professor und Turkologe
- 1979: Jocelyne LaGarde, französisch-polynesische Schauspielerin
- 1979: Josef Müller, deutscher Rechtsanwalt und Politiker, Widerstandskämpfer gegen den Nationalsozialismus, MdL, Landesminister
- 1980: Magdalena Aebi, Schweizer Philosophin
- 1981: Eugenio Montale, italienischer Schriftsteller, Nobelpreisträger
- 1982: Arthur Jores, deutscher Mediziner
- 1982: Franz Grothe, deutscher Komponist
- 1983: Willy Fleckhaus, deutscher Designer und Journalist
- 1984: Lola Anglada, spanische Schriftstellerin, Illustratorin und Cartoonistin
- 1985: Lajzer Ajchenrand, polnischer Dichter
- 1985: Fred Strittmatter, deutsch-schweizerischer Filmmusikkomponist
- 1986: Ernst Haas, österreichisch-amerikanischer Fotograf
- 1986: Charlotte Wolff, deutsch-britische Schriftstellerin, Ärztin und Sexualwissenschaftlerin

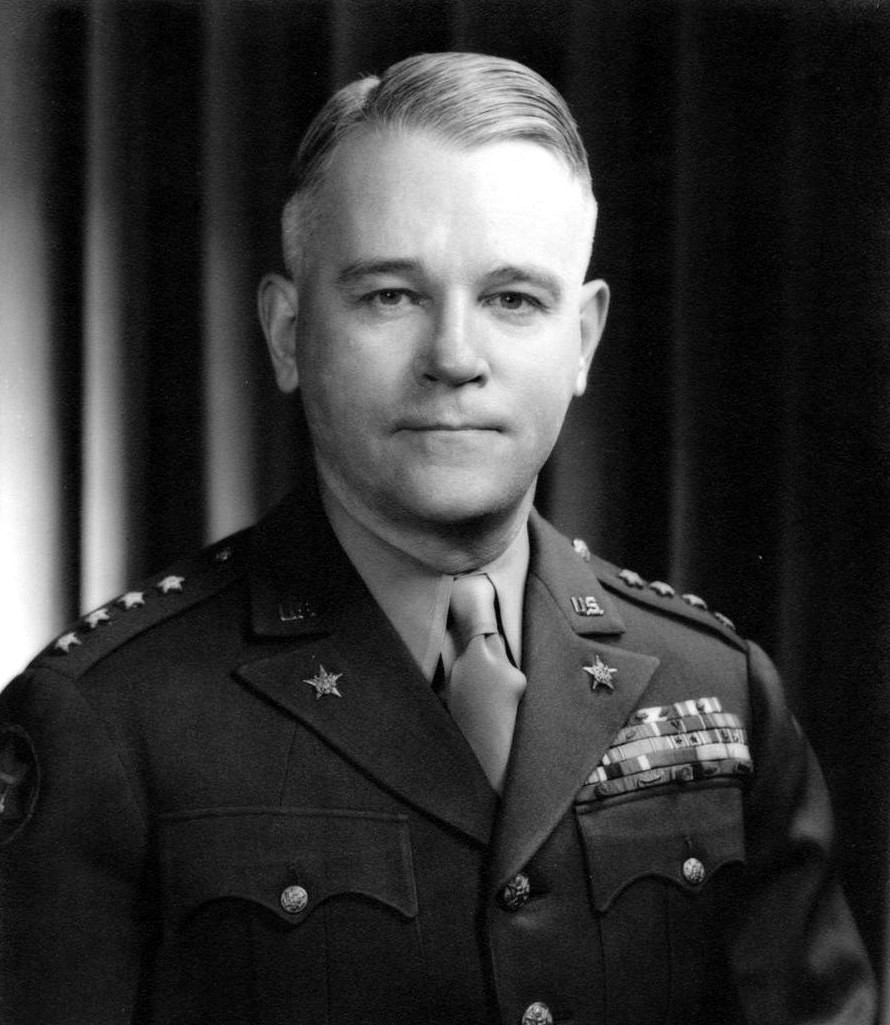
J. Lawton Collins († 1989)

- 1987: J. Lawton Collins, US-amerikanischer General
- 1988: Bill Mitchell, US-amerikanischer Designer von Autokarosserien
- 1989: Hugo Brandt, deutscher Politiker, MdB, MdL
- 1989: Valentīns Skulme, sowjetischer Schauspieler
- 1990: Johannes Ernst Köhler, deutscher Organist, Kantor und Hochschullehrer
- 1992: Anthony Perkins, US-amerikanischer Schauspieler
- 1993: Raymond Burr, US-amerikanischer Schauspieler
- 1993: Werner Niefer, deutscher Industriemanager, Mercedes-Chef im Daimler-Benz-Konzern
- 1994: Walter Aichinger, österreichischer Politiker
- 1995: Jeremy Brett, britischer Schauspieler
- 1995: Malvin Russell Goode, US-amerikanischer TV-Journalist und Nachrichten-Korrespondent
- 1996: Ernesto Geisel, brasilianischer Militär, Staatspräsident
- 1996: Richard Barrer, neuseeländischer Chemiker
- 1996: Toma Prošev, nordmazedonischer bzw. jugoslawischer Komponist, Musikwissenschaftler und Dirigent
- 1997: Stikkan Anderson, schwedischer Songwriter
- 1998: Kurt Wölfflin, österreichischer Schriftsteller
- 1998: Motoharu Yoshizawa, japanischer Jazzbassist
- 1999: Alfred Leo Abramowicz, US-amerikanischer Bischof
- 2000: Konrad Kujau, deutscher Kunstfälscher, Fälscher der Hitler-Tagebücher

### 21. Jahrhundert
- 2001: Horst Sannemüller, deutscher Violinist und Konzertmeister
- 2001: Rudolf Pörtner, deutscher Schriftsteller und Historiker
- 2002: Ludwig Koch, deutscher Gewerkschafter

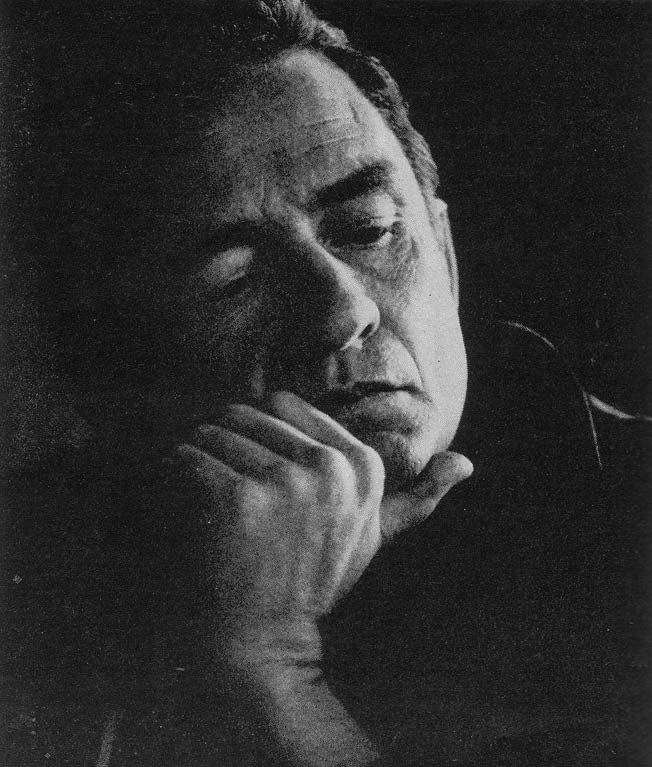
Johnny Cash († 2003)

- 2003: Johnny Cash, US-amerikanischer Countrysänger
- 2003: Ray Merrick, britischer Autorennfahrer
- 2004: Max Abramovitz, US-amerikanischer Architekt
- 2004: Erich Mirek, deutscher Schauspieler
- 2005: Helmut Baierl, deutscher Schriftsteller
- 2005: Fritz Schilgen, deutscher Leichtathlet
- 2006: Thilo Koch, deutscher Fernsehjournalist
- 2007: Gerlind Ahnert, deutsche Moderatorin, Schauspielerin und Synchronsprecherin
- 2008: David Foster Wallace, US-amerikanischer Schriftsteller
- 2009: Willy Ronis, französischer Fotograf
- 2009: Norman Borlaug, US-amerikanischer Agrarwissenschaftler, Nobelpreisträger
- 2010: Charles Ansbacher, US-amerikanischer Dirigent

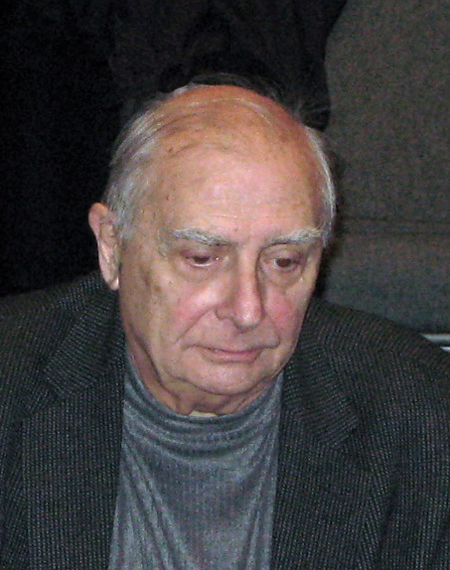
Claude Chabrol († 2010)

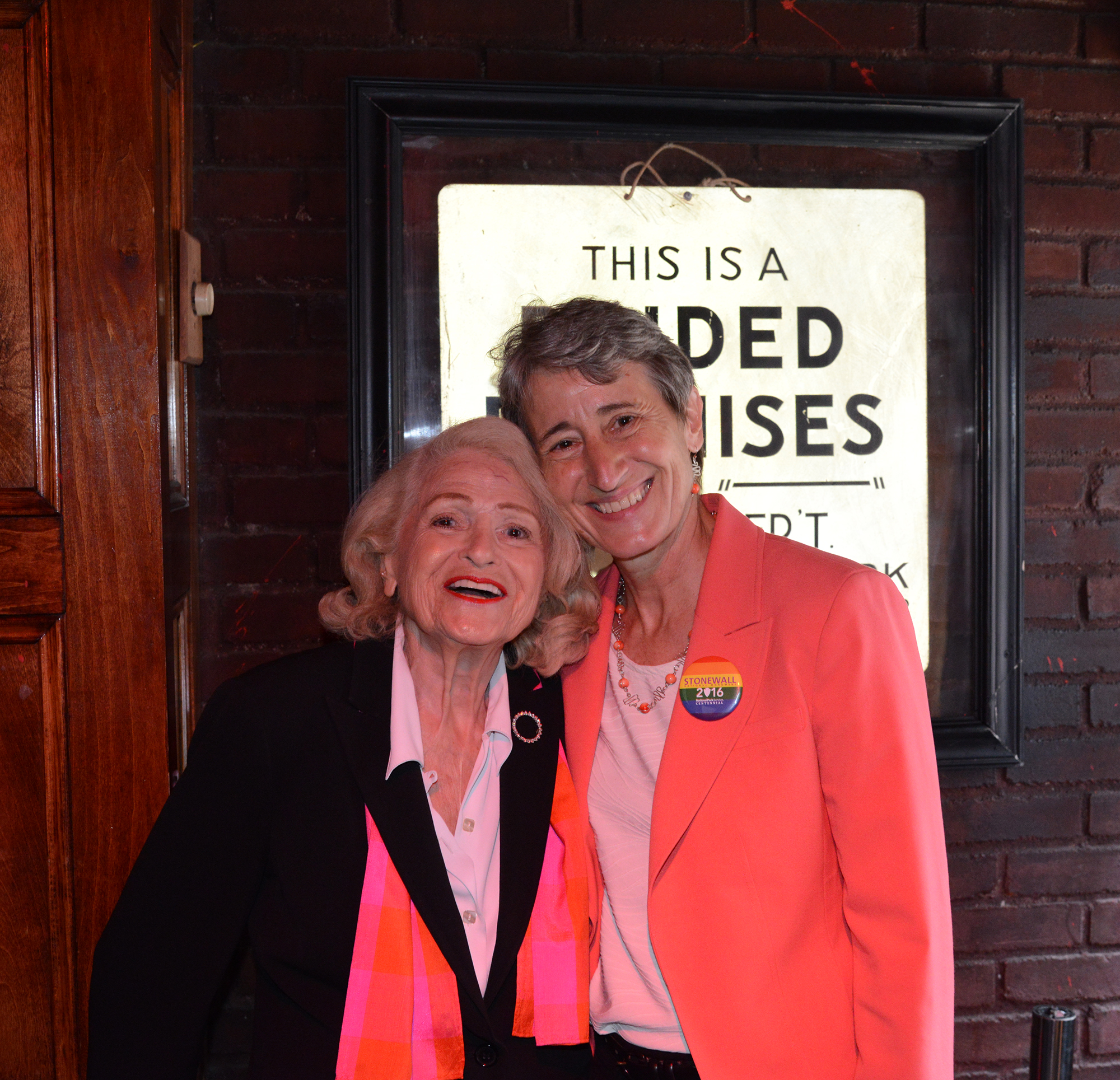
Edie Windsor (links) († 2017)

- 2010: Claude Chabrol, französischer Filmregisseur
- 2011: Alexander Saidgerejewitsch Galimow, russischer Eishockeyspieler
- 2012: Jimmy Andrews, schottischer Fußballspieler
- 2012: Walter Salzmann, Schweizer Eishockeyspieler
- 2012: Sid Watkins, britischer Neurochirurg, Formel-1-Chefarzt
- 2013: Erich Loest, deutscher Schriftsteller
- 2013: Otto Sander, deutscher Schauspieler
- 2014: Hans-Joachim Blau, deutscher Mediziner und Hochschullehrer
- 2014: Ian Paisley, nordirischer Politiker
- 2014: Joe Sample, US-amerikanischer Jazzmusiker
- 2014: Herbert Vorgrimler, deutscher katholischer Theologe
- 2014ː Regina Zielinski, eine der wenigen Frauen, die das Vernichtungslager Sobibór überlebten
- 2015: Helga Hösl-Thaw, deutsche Tennisspielerin
- 2015: Edda Köchl-König, deutsche Schauspielerin und Illustratorin
- 2015: Werner Köppe, deutscher Jurist
- 2016: Ellen Burka, kanadisch-niederländische Eiskunstläuferin und -trainerin
- 2016: Karl-Otto Marquardt, deutscher Fußballspieler
- 2017: Edith Windsor, US-amerikanische LGBT-Aktivistin
- 2018: Erich Kleinschuster, österreichischer Posaunist und Hochschullehrer
- 2018: Rachid Taha, algerischer Sänger und Musiker
- 2019: Juanita Abernathy, US-amerikanische Bürgerrechtlerin
- 2019: Helmut Castritius, deutscher Althistoriker
- 2020: Sabine Hahn, deutsche Schauspielerin
- 2020: Sepp Neumayr, österreichischer Komponist
- 2021: Andreas Herczog, Schweizer Politiker
- 2021: Samuel Thomas Parker, US-amerikanischer Archäologe
- 2022: Ramsey Lewis, US-amerikanischer Jazzpianist und -keyboarder
- 2022: Manolete, spanischer Flamenco-Tänzer und -Choreograf
- 2023: Elizabeth Jeffreys, britische Byzantistin und Neogräzistin

## Feier- und Gedenktage
- Kirchliche Gedenktage
  - Matthäus Ulicky, böhmischer Diakon und Märtyrer (evangelisch)
  - Hl. Guido von Anderlecht, belgischer Kaufmann, Küster und Pilger (katholisch)
  - Mariä Namen (katholisch)
- Namenstage
  - Guido
- Aktionstage
  - Tag der ökologisch-sozialen Marktwirtschaft
- Gedenktage
  - Tag des Programmierers in Schaltjahren

Weitere Einträge enthält die Liste von Gedenk- und Aktionstagen.